# Synagogue de Besançon
Vous lisez un « article de qualité » labellisé en 2011.
La synagogue de Besançon (hébreu : בית הכנסת הגדול בזאנסון - Beit ha knesset hagadol bezanson - ; yiddish : שול פון בעזאנסאן ; arabe : كنيس بيزانسون), plus rarement dénommée temple israélite de Besançon, est le principal lieu de culte juif de la ville française de Besançon (Doubs), situé 23, quai de Strasbourg, dans le quartier de Battant. Elle succède à une précédente synagogue, construite en 1830 au 19 rue de la Madeleine par Pierre Marnotte, devenue trop étroite pour accueillir l'ensemble de la communauté, qui était en pleine croissance dans les années 1860 (472 personnes en 1854). La construction du bâtiment, dessiné par Pierre Marnotte, dure de 1867 à 1870 mais la synagogue fut inaugurée le 18 novembre 1869. C'est un chef-d’œuvre de style hispano-mauresque, inspiré par la mosquée de Cordoue et par l'Alhambra de Grenade. Elle est le principal site de réunion des Juifs de la ville. Si le lieu de culte a été transformé en magasin à fourrage par la Wehrmacht pendant la Seconde Guerre mondiale et l'occupation allemande, le bâtiment n'a connu aucun changement significatif quant à son affectation et son architecture.
Le plan, les décors et le mobilier font de cet édifice l'un des plus originaux de la ville. Outre son style atypique, on note la présence remarquable de minarets, de vitraux, d'une sculpture des tables de la Loi, d'un orgue, ainsi que d'une arche sainte (ou heikhal), particuliers dans leur raffinement ou leur réalisation. La synagogue est toujours active, et ouverte au public notamment lors des journées européennes du patrimoine. Le service religieux maintient les traditions du rite séfarade, bien qu'hommes et femmes ne soient plus séparés. Les offices traditionnels n'attirent cependant pas plus de trente fidèles, et les grandes fêtes comme la Pâque et le Nouvel an moins d'une centaine, alors que la synagogue peut accueillir deux cent seize fidèles. L'édifice constitue le siège du consistoire de Besançon. Les personnalités juives de la ville ont toutes été liées à la synagogue, non seulement les rabbins tels Paul Haguenauer, mort en déportation, ou René Gutman, mais aussi les Veil-Picard et les autres grandes familles juives de la ville. Avec le cimetière israélite, la synagogue témoigne de l'importance de la communauté juive bisontine.

## Contexte

### La place des Juifs à Besançon

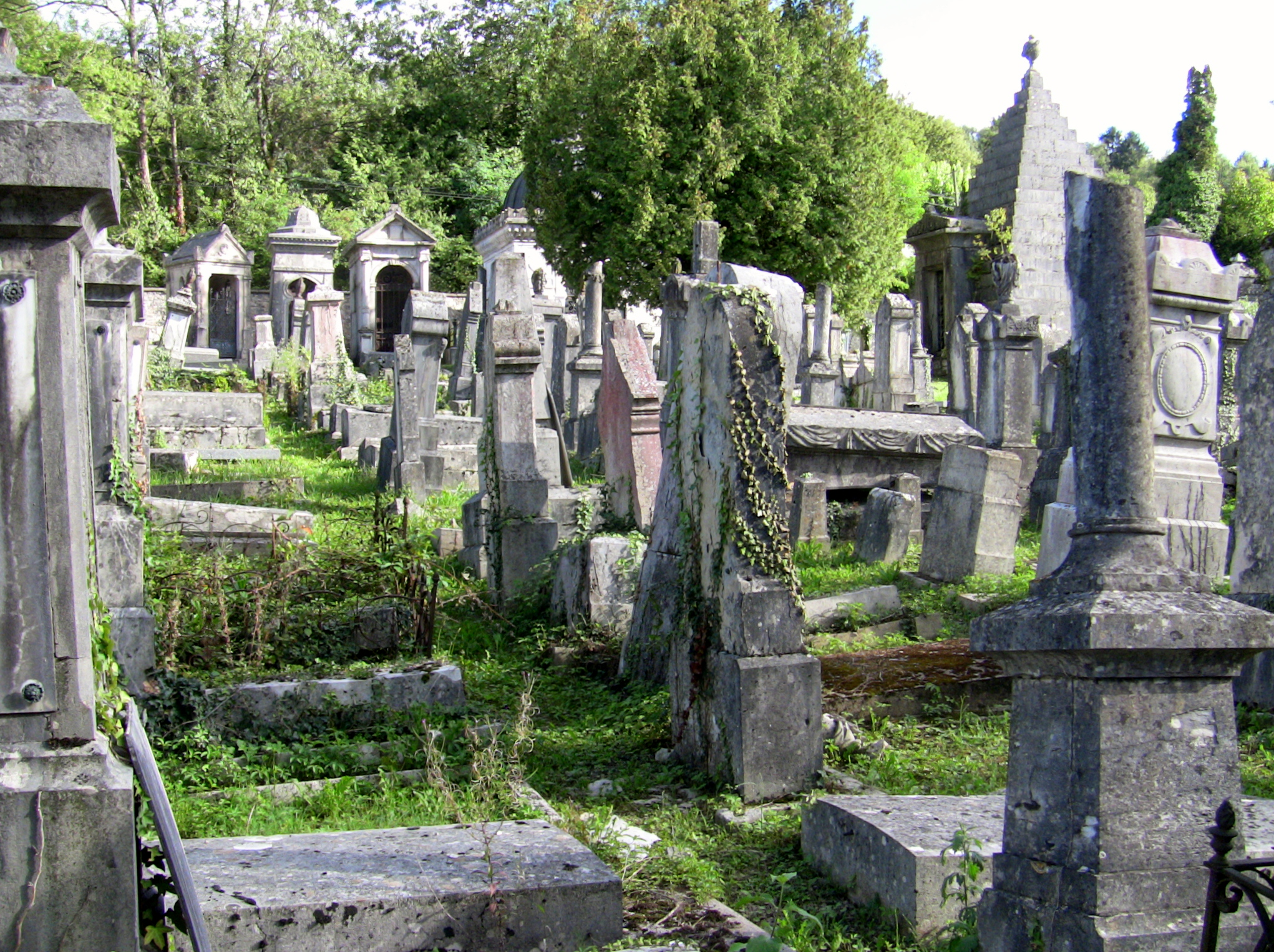
Le cimetière juif de Besançon rappelle la présence historique de la communauté dans la ville.

L'histoire des Juifs à Besançon commence au Moyen Âge, au cours duquel a lieu leur installation dans une place commerciale attractive. La communauté se maintient et prospère dans la Boucle du Doubs, notamment grâce au statut de cité impériale de la ville qui y autorise les Juifs jusqu'au XVe siècle, alors même qu'ils ont été expulsés du royaume de France (dont Besançon ne fait alors pas partie) et de plusieurs autres pays européens. Au Moyen Âge tardif, les accusations de complots menacent la communauté bisontine ; finalement, les Juifs sont bannis jusqu'à la Révolution. Quand ils peuvent à nouveau s'établir dans tout le pays à partir de 1791, lorsque la citoyenneté française leur est accordée, quelques Juifs, principalement alsaciens, choisissent Besançon. La communauté bisontine croît au XIXe siècle : un premier lieu de culte existe depuis 1830 rue de la Madeleine, remplacé par l'actuelle synagogue du quai de Strasbourg inaugurée en 1869 et parallèlement le consistoire de Besançon voit le jour. Vingt membres de la communauté tombent pour la France durant la Première Guerre mondiale. À la veille de la Seconde Guerre mondiale, de nombreux Juifs originaires d'Europe centrale et de l'est s'installent dans la capitale comtoise portant leur nombre à environ 2 500, avant qu'ils ne soient confrontés à l'occupation allemande et au régime antisémite de Vichy. Par la suite, la communauté se reconstruit dans les années 1960 grâce à l'arrivée de nombreux Juifs séfarades provenant du Maghreb. Le centre communautaire israélite « Maison Jérôme Cahen » ou la radio Shalom de Besançon sont autant de signes de la vitalité de la communauté juive de nos jours dans la cité.

### Le rôle de la synagogue

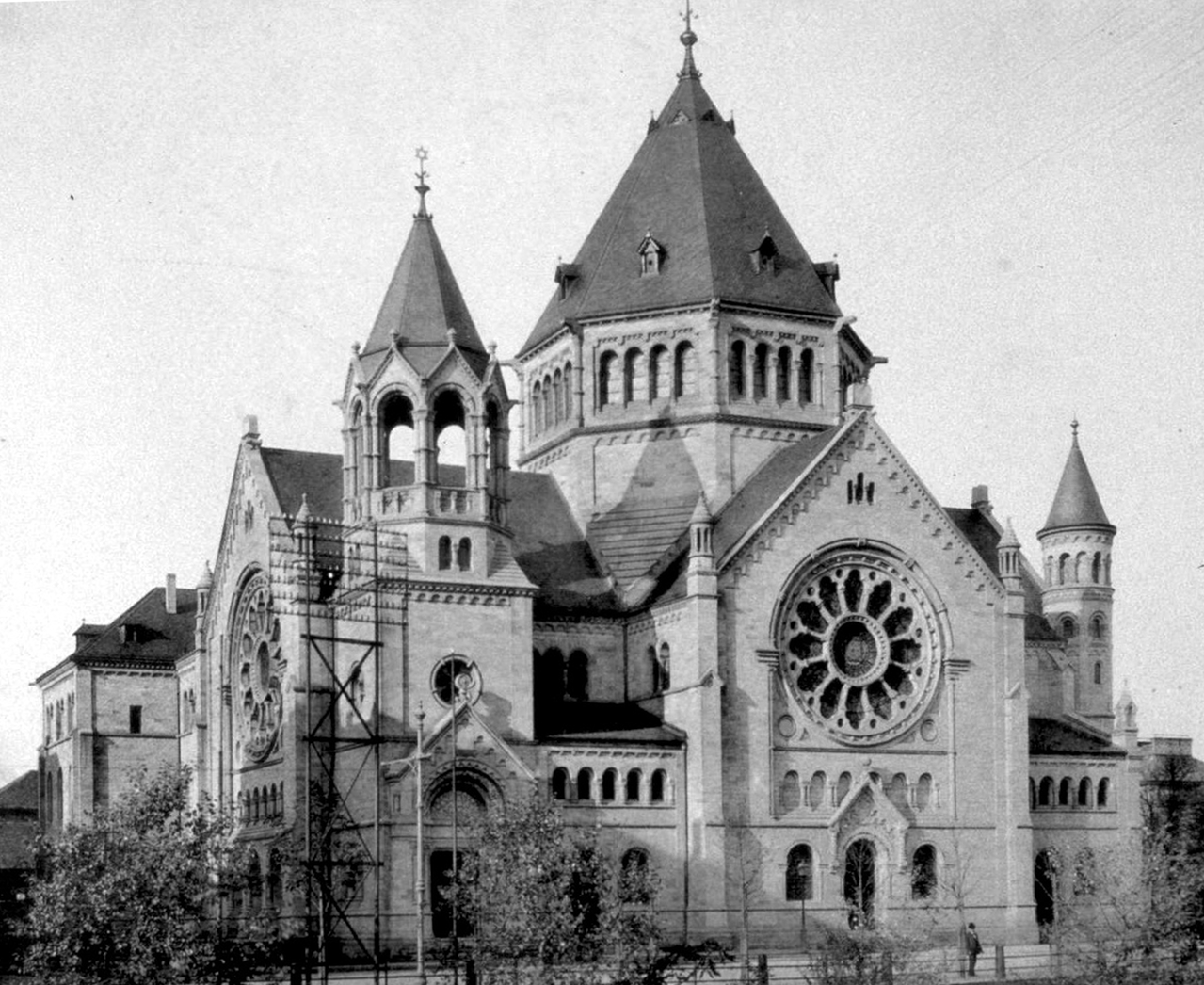
Exemple de synagogue : l'ancienne synagogue de Strasbourg

Les synagogues sont des lieux de culte juif. Ces édifices possèdent habituellement un sanctuaire, c'est-à-dire un grand hall de prière et de célébration, avec une armoire où sont rangés les Livres de la Torah. Ils peuvent aussi comporter une salle pour les événements communautaires et disposent également de petites pièces réservées à l'étude, voire un Beit midrash (« maison d'étude »). La synagogue est donc devenue également au cours de l'histoire juive, le lieu du Talmud Torah, c'est-à-dire l'enseignement de la tradition juive et de la langue hébraïque. Souvent, chaque communauté juive possède sa propre synagogue mais parfois plusieurs communautés doivent cohabiter dans un même lieu de culte. Ce n'est pas le cas à Besançon où les Juifs majoritairement séfarades originaires d'Afrique du Nord et les ashkénazes originaires d'Europe occidentale et centrale forment une seule communauté.

## Histoire

### Prémices: le consistoire de Besançon

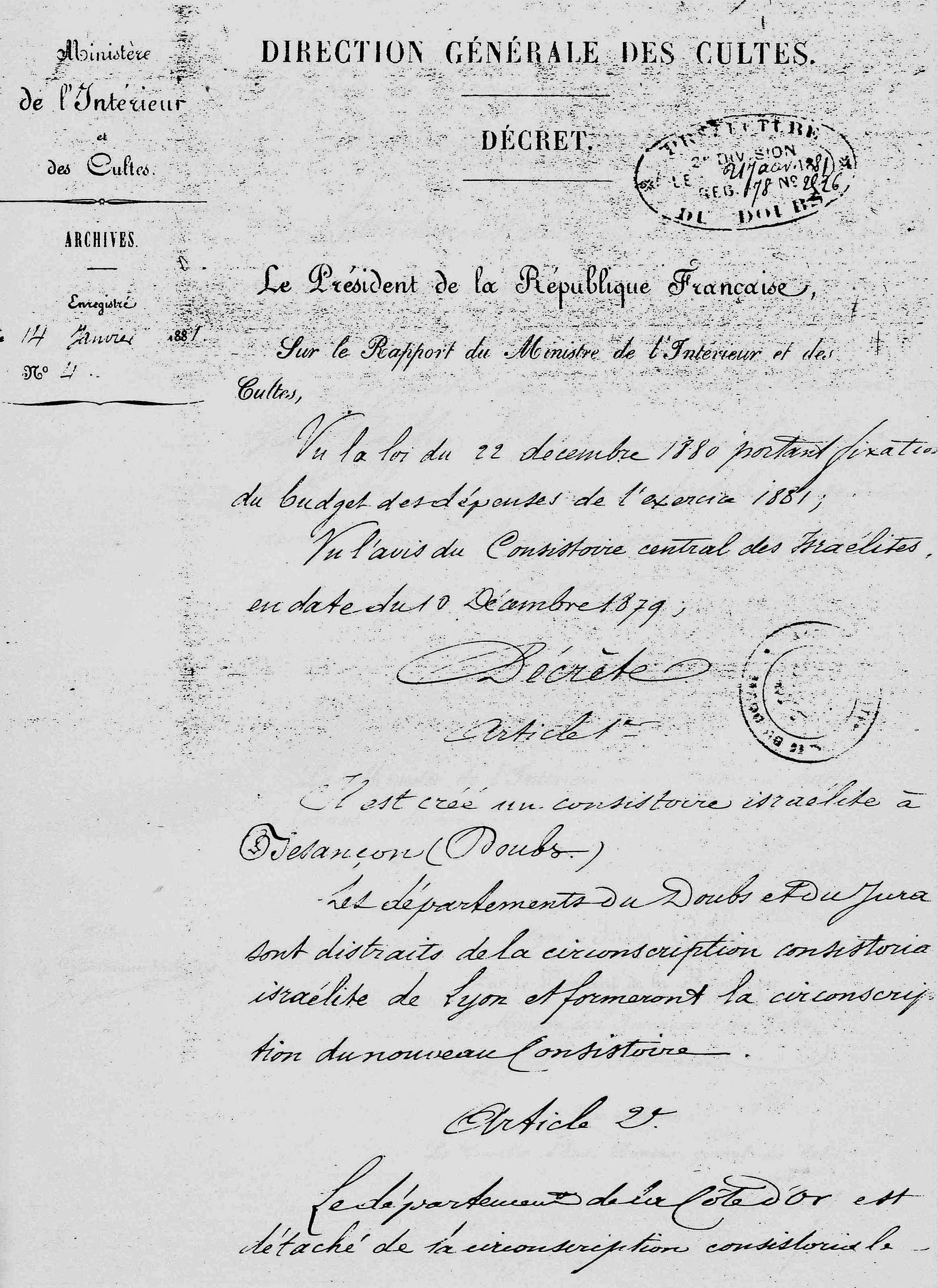
Décret de la Direction Générale des Cultes, daté du 14 janvier 1881 et autorisant la création d'un consistoire juif à Besançon.

En 1804, après la période troublée de la Révolution, un rapport au préfet du Doubs mentionne la présence de Juifs qui résident dans la ville : « Leur synagogue n'est point organisée à Besançon. Ils s'assemblent cependant, mais sans chef permanent proprement dit. Un rabbin de Dijon vient, deux fois par an, présider leurs cérémonies. » En 1808, une organisation centralisée juive, le Consistoire central israélite de France, est créée par décret impérial ainsi que des consistoires régionaux ; les différentes communautés doivent y adhérer. Besançon est tout d'abord rattachée à Nancy en 1810 et doit payer son adhésion par une contribution de 42 470 francs. Un décret du 24 août 1857 rattache la communauté de Besançon au consistoire de Lyon, sans qu'elle ait besoin cette fois-ci de débourser de fonds. Un ultime décret impérial du 1er août 1864 autorise la création d'un siège rabbinique dans la capitale comtoise sans toutefois que celui-ci soit établi de manière officielle. Peu après, Jacques Auscher, ancien rabbin de Saint-Étienne, devient le premier grand-rabbin de la ville,. En février 1870, il adresse une lettre au préfet du Doubs, demandant la création d'un consistoire pour les départements du Doubs et du Jura, détaché du consistoire de Lyon duquel les Juifs de ces deux départements dépendent alors.
Il écrit : « L'opportunité de notre demande se fonde d'abord sur les textes précis de la loi organique de notre culte, loi qui déclare obligatoire l'érection d'un Consistoire là où on peut réunir un groupe de 2 000 Israélites, soit dans un seul département, soit dans plusieurs départements contigus. Besançon a déjà une communauté importante, des écoles, des sociétés de bienfaisance, un beau Temple, nouveau et riche, érigé grâce aux sacrifices de la communauté. » Près de dix ans après, malgré un avis favorable du préfet du Doubs qui transmet le document au ministre des Cultes, rien ne change réellement. Jacques Auscher écrit alors de nouveau au préfet : « Nous attendons en vain depuis 10 ans. Nous n'avons reçu que de bonnes paroles du ministère des Cultes. 4 000 francs seraient nécessaires et ne figurent pas au budget de 1881. Pourtant, ce serait un attrait puissant pour l'immigration alsacienne, déjà si forte dans cette région : et cette création est vivement désirée par un des groupes les plus nombreux des Israélites français. Enfin, l'attachement si profond des Israélites de cette région à notre excellent Gouvernement n'est-il pas digne d'une récompense désirée depuis dix ans et qui chargera si peu, si faiblement notre budget national. » Le ministre de l'Intérieur et des Cultes, Ernest Constans, finit par donner satisfaction à la communauté : le 13 janvier 1881, est officiellement créé un Consistoire pour le Doubs et le Jura, regroupant les communautés de Montbéliard, L'Isle-sur-le-Doubs, Baume-les-Dames, Dole ainsi que Lons-le-Saunier,.

### Les premiers lieux de culte

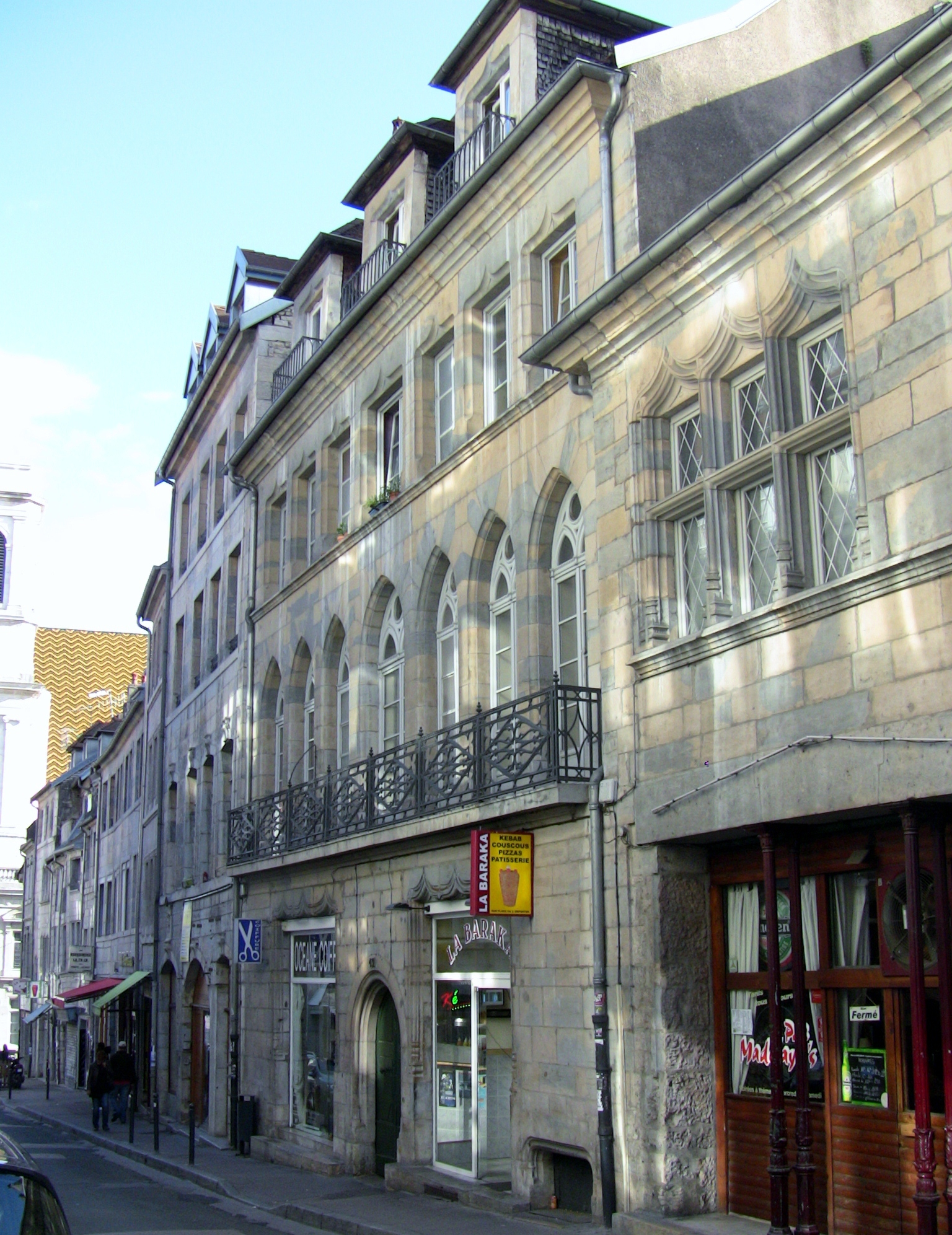
L'ancienne synagogue, au 19 rue de la Madeleine.

À partir du retour des Juifs dans la ville avec la Révolution française, les familles de la communauté formulent, dès 1792, une pétition à la municipalité afin d’obtenir la création d'un véritable lieu de culte à Besançon ; les autorités leur accordent peu après le droit de se réunir dans l’ancien couvent des Cordeliers, aujourd'hui devenu le lycée Pasteur,. Avant cette date, aucun renseignement n'est jusqu'à présent parvenu quant à l'existence d'un lieu de réunion pour les fidèles, et on ne sait pas pendant combien de temps les Cordeliers accueillirent les Juifs, faute d'archives. Cependant jusqu'aux années 1830, les membres de la communauté parviennent à établir des lieux de réunion et de culte provisoires en louant des appartements à des particuliers. À chaque fois le site choisi accueille les fidèles le plus dignement possible, et un gardien gère les lieux en plus d'enseigner aux jeunes, notamment les moins aisés, les éléments de religion, le calcul ou encore la langue française.
Le premier vrai lieu de culte est un bâtiment appelé synagogue de Charmont et située dans le quartier de Battant, utilisé pour les Juifs à partir de 1831,. Il s'agit alors d'une maison datant du XVIe siècle acquise par la communauté pour y recevoir les fidèles, richement aménagée au premier étage en un vaste et élégant local de style oriental, commandé par les membres de la communauté les plus fortunés à l'architecte Pierre Marnotte,. Elle est située au 19 rue de la Madeleine, et se reconnait grâce à sa façade percée de fenêtres ogivales encore bien conservées. Le livre Mon vieux Besançon de Gaston Coindre la décrit ainsi : « Monsieur Marnotte imagina les grandes fenêtres originales du balcon, et, à l'intérieur, réalisa un faux décor d'Orient, colonnettes et galeries. » Le lieu pourrait donc constituer la première synagogue orientale en France, bien que des doutes subsistent quant à la véracité du témoignage de Coindre.
Cette synagogue commence néanmoins à devenir étroite pour une population juive qui ne cesse de croître, estimée alors à 600 à 700 personnes,,. Au début des années 1860, la communauté recherche donc un terrain afin d'y élever un véritable édifice pour accueillir l'ensemble des fidèles de la ville.

### Le projet d'une véritable synagogue

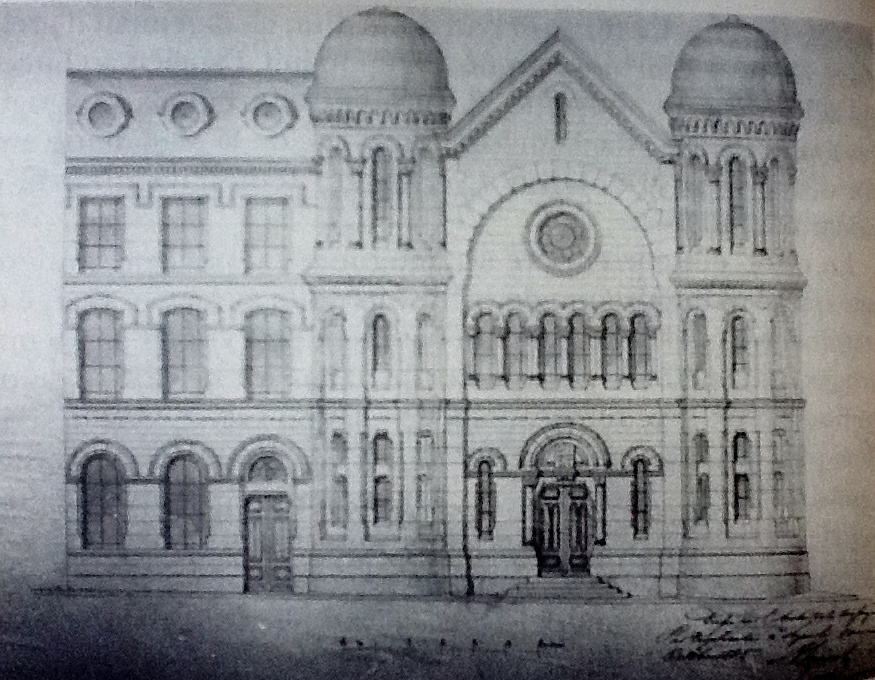
Elévation de la synagogue du square Saint-Amour, 1865.

En 1861, la communauté juive demande à la municipalité l'accès à un terrain au cœur de la ville, et s'engage à régler la totalité des frais relatifs à la construction d'une nouvelle synagogue,. Une parcelle est proposée par la ville au tout nouveau secteur du square Saint-Amour, à l’angle des rues Morand et Proudhon, que le consistoire accepte avec enthousiasme le 17 octobre 1865. Il fait dresser les plans du futur édifice de style néo-classique au lyonnais Abraham Hirsch, (1828 -1913) qui bâtit notamment la Grande synagogue de Lyon. Le devis total se monte alors à 120 000 francs pour l'édifice et à 30 000 francs pour le terrain, auquel la ville participerait à hauteur de 45 000 francs. Les croquis dressés laissent apparaître un édifice dont le style est accentué afin de mieux s'intégrer au paysage, bien que soient greffés des éléments romano-byzantins tels que les tours d'angle, les pignons, les arcatures ainsi que les jeux de bossages qui donnent une dimension bien religieuse au bâtiment. Cependant, les habitants du quartier s'opposent à la construction d'une synagogue au square Saint-Amour, en arguant d'une vocation exclusivement résidentielle de ce secteur,,. Une pétition adressée aux autorités leur permet d'obtenir satisfaction. Dans une lettre à la communauté du 27 novembre 1865, le conseil municipal lui signifie qu'il ne la soutiendra pas si elle s'obstine à choisir ce terrain malgré les protestations des riverains,.

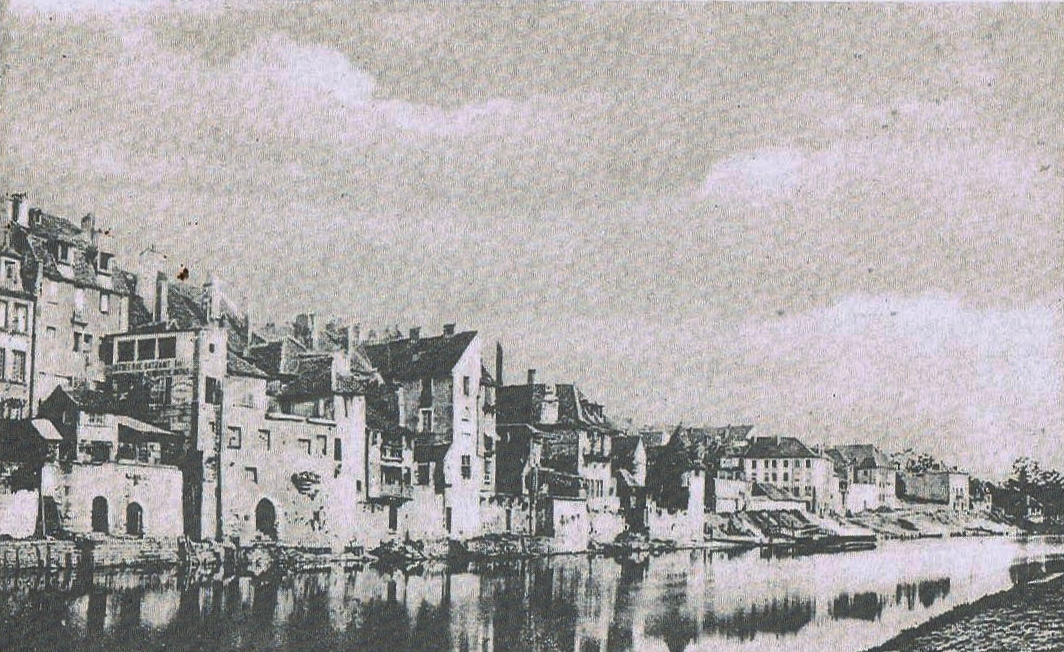
Le quai Napoléon entre 1860 et 1864, avant les travaux.

À la place, la ville propose aux Juifs un emplacement de l'ancien quai Napoléon (aujourd'hui quai de Strasbourg) dans le quartier de Battant,, ; et bien que le secteur soit encore réputé « mal famé », une bonne partie de la communauté juive y réside et le site semble propice à l'installation d'une structure de choix. Le terrain appartient à dame Delapchier, propriétaire d'une usine de bougies stéariques qui s'étendait de la rue Battant jusqu'au bord du Doubs et qui fut détruite en partie pour y établir le quai Napoléon. Malgré les protestations persistantes du voisinage à cause de l'odeur nauséabonde qui sortait encore du bâtiment, elle ne comptait pas partir notamment à cause de l’exhaussement du sol et de la réduction de son usine, qui l'avait poussée à intenter un procès contre la municipalité,. Mais après transaction avec la ville le 26 mars 1866, elle décide de s'affranchir du terrain et d'arrêter son activité, à condition d'adjoindre la partie restante de l'immeuble à l'arrière du futur édifice car il lui servait de domicile, et de toucher la somme de 50 francs par m² de la part de la communauté et 20 francs par m² de la ville pour la parcelle. Au total, Madame Delapchier cède 700 m2, dont 107 qui servent à élargir la rue Mayence et au surplus du temple. Un décret impérial du 22 mai 1867 autorise l’acquisition du site quai Napoléon, et la communauté juive se projette dans l'élaboration « d'un temple suffisant pour le présent et l’avenir ».

### Élaboration et réalisation

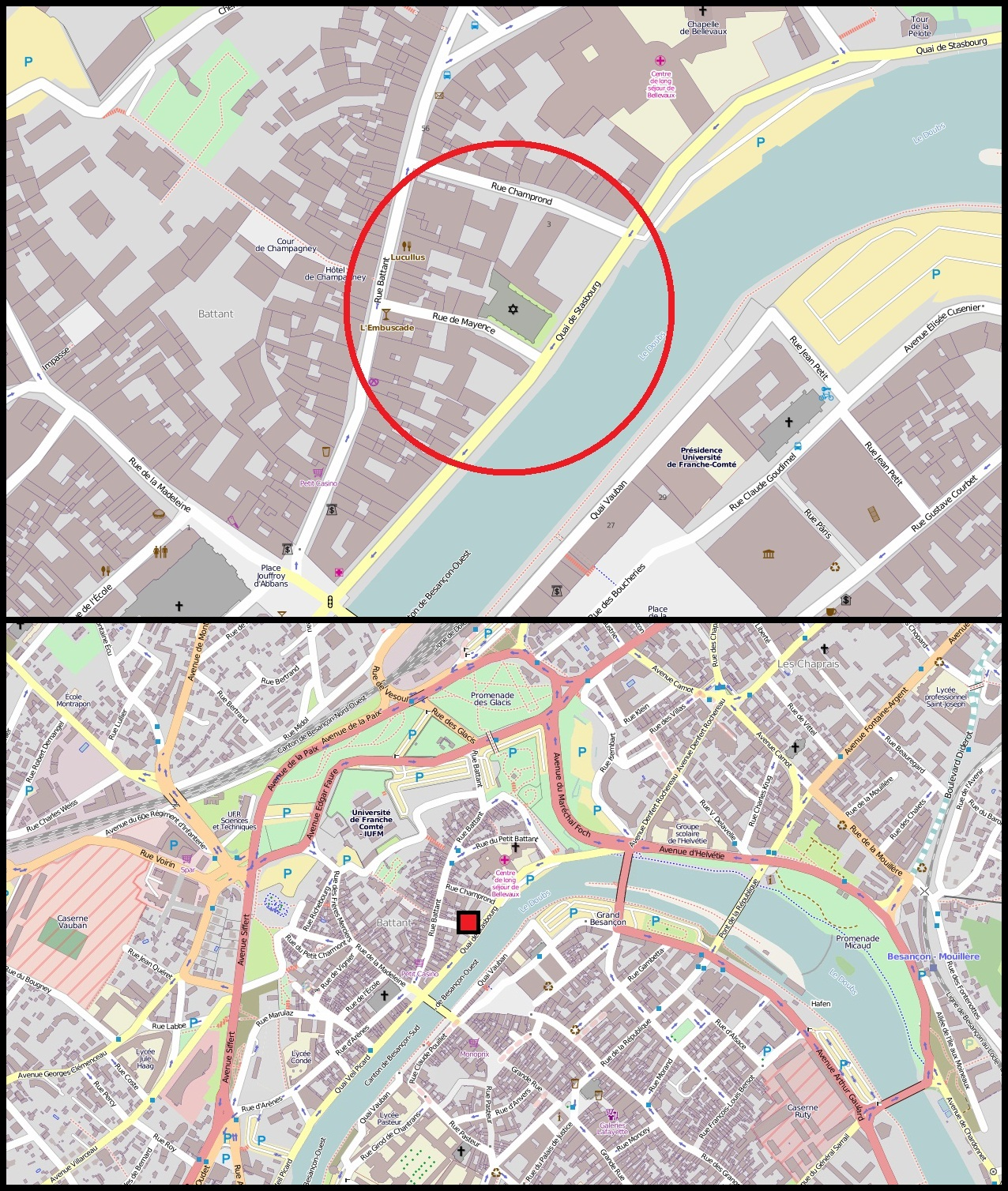
Localisation de l'édifice à Besançon.

Après l'acquisition du terrain, la communauté confie de nouveau le projet à l’architecte bisontin Pierre Marnotte, qui s'était illustré dans la conception du lieu de culte rue de la Madeleine. Il dresse les plans du futur édifice en optant pour un style arabe, et les soumet en 1867 au consistoire et aux autorités. Mais la commission départementale d'architecture le voit d'un mauvais œil, refusant l'œuvre sous couvert d'un argument économique et non esthétique. Ainsi, elle regrette que Marnotte ait cru pouvoir s'offrir le luxe d'un bâtiment de ce type, le procédé arabe comprenant de nombreuses décorations, dont le coût global semble bien trop onéreux par rapport aux conditions économiques.
L'architecte prend alors le soin de dresser « un monument de style mauresque » d’un montant de 94 349,55 francs qui est accepté, « non compris les dépenses supplémentaires occasionnées par les décorations de la façade, destinées à la demande de la municipalité à embellir le nouveau Quai Napoléon… ». La dépense totale s’élève finalement à 145 105,90 francs.
Une souscription est alors ouverte par la communauté juive et rapporte 70 000 francs (dont 20 000 de la famille Veil-Picard) et un emprunt de 70 000 francs complète le financement. Un legs d’Alexandre Lipman permettra le paiement d’une partie des intérêts de l’emprunt qui représente une lourde charge pour la Communauté. Malgré la demande pressante d'Alphonse Duchesne de Gillevoisin pour que les autorités accordent plus de fonds, la somme finale s'élève à 10 000 francs (décision ministérielle du 24 avril 1869) dont le dernier acompte fut versé le 3 mai 1871, soit près d'un an après que l'édifice est fini. La première pierre est posée en 1867, et l'édifice est totalement achevé peu après le début de l'année 1870.

### De l'inauguration à la fin des années 1930

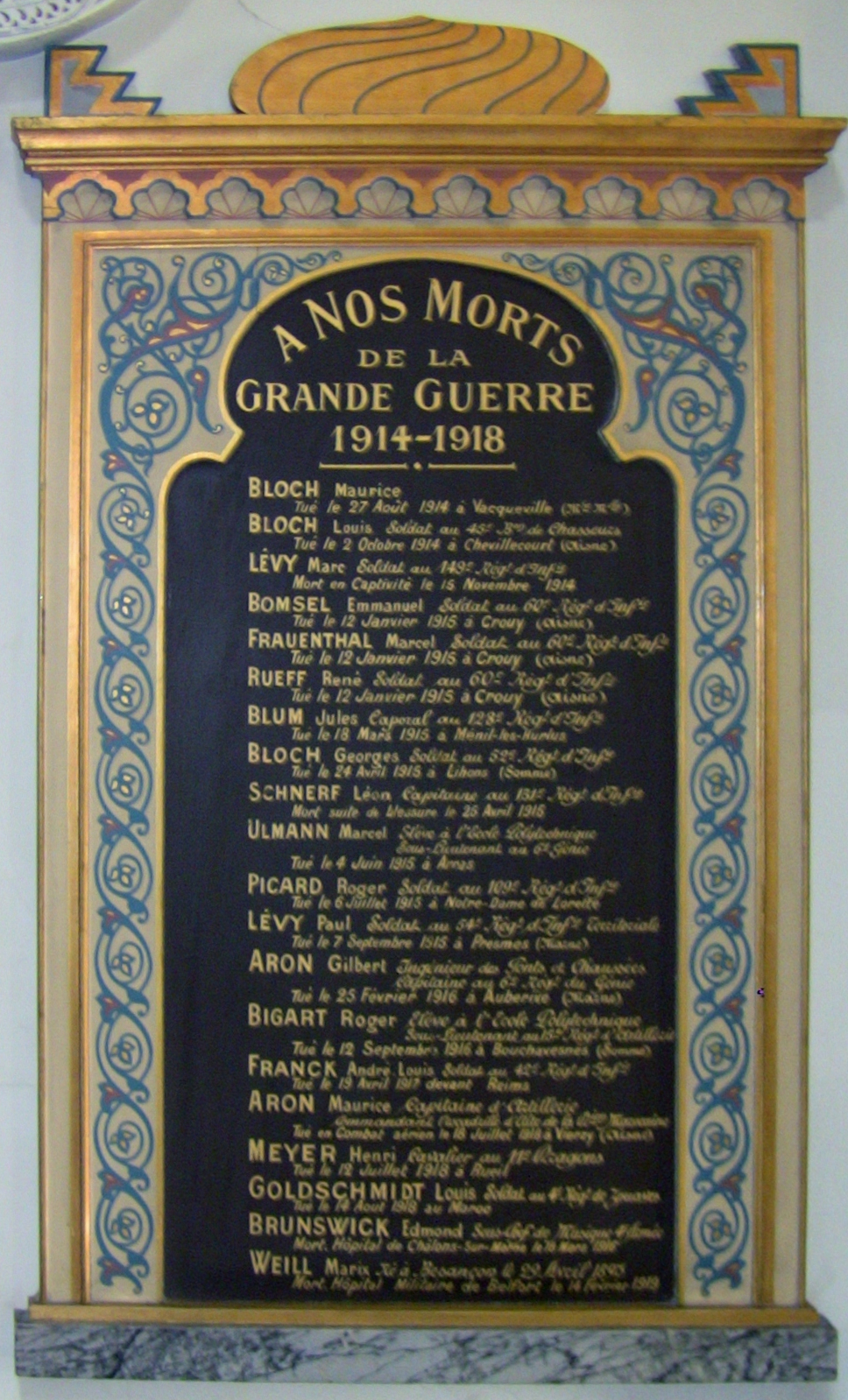
Plaque commémorative de la Première Guerre mondiale.

Les travaux commencent en 1867, et bien que l'édifice ne soit totalement achevé qu'en janvier 1870, il est inauguré le 18 novembre 1869, « au milieu d’un grand concours de peuple », même si on souligne l'absence des représentants du journal l'Union Franc-Comtoise. Sont présents notamment le préfet, le maire, les dignitaires de l'armée, de la magistrature, et de l'Université. Une procession a alors lieu entre l'ancienne synagogue, située rue de Charmont, et la nouvelle quai Napoléon, à quelques rues. Les tables de la loi et les rouleaux de la foi sont conjointement portés par Lazare Isidor, grand-rabbin de France, Monsieur Weinberg, grand-rabbin de Lyon, et Jacques Auscher alors rabbin de Besançon. À cette occasion, le banquier Adolphe Veil-Picard met à la disposition de la Société de Bienfaisance de la Communauté, une somme de 1 000 francs « pour des distributions de viande aux familles indigentes catholiques et protestantes de la ville, le jour de la cérémonie » ; ce généreux mécène fait également un don de 6 000 francs pour réaliser la grille qui entoure la synagogue. Lors de l’inauguration, Jacques Auscher prononce un discours qui est imprimé sous le titre « L’avenir d’Israël ».

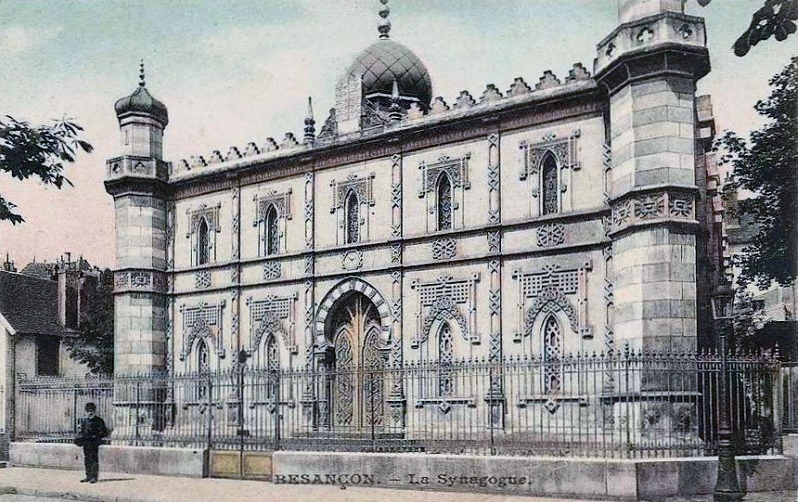
La synagogue, probablement du temps de Besançon-les-Bains.

Attirée par la nouvelle synagogue, la population juive croît rapidement dans la ville et s'organise principalement autour des quartiers de Battant et de La Boucle. À la fin du XIXe siècle, après l'occupation de l'Alsace par les Allemands, de nouveaux Juifs s'installent dans le quartier dit des Arènes, et la vie de la communauté se recentre autour du bâtiment. En 1897, le Consistoire central recense 763 Juifs à Besançon, ce qui est probablement sous-évalué, puisque certaines familles ne s'affilient pas à cette organisation. Dans les années 1890, l'affaire Dreyfus éclate, et l'on craint l'organisation de pogromes à Besançon, mais la grâce d'Alfred Dreyfus et la réhabilitation de celui-ci mettent fin aux rivalités. Dans le cadre de la Séparation de l'Église et de l'État, un inventaire est fait à la synagogue en présence du trésorier du consistoire le 23 janvier 1906, apparemment sans résistance.
Lors de la Première Guerre mondiale, la population juive est touchée par des pertes notables, comme le rappelle un monument aux morts érigé à l'entrée du cimetière juif de la ville, ainsi qu'une plaque commémorative située dans la synagogue. Cette dernière a pour titre « À nos morts de la Grande Guerre 1914-1918 », et y dresse le nom des vingt soldats juifs. Dans les années 1920 et surtout à partir des années 1930, un nombre significatif de Juifs originaires d'Allemagne, d'Autriche et de Pologne s'installent en France, craignant la montée de l'antisémitisme dans leurs pays d'origine. Si bien qu'en 1934, la ville de Besançon compte environ 2 500 Juifs, la plupart récemment installés, venant surtout d'Europe de l'Est. Cette immigration ne fait que s'accentuer en 1939, avec l'Anschluss et l'entrée en guerre entre les Alliés et l'Axe.

### La Seconde Guerre mondiale

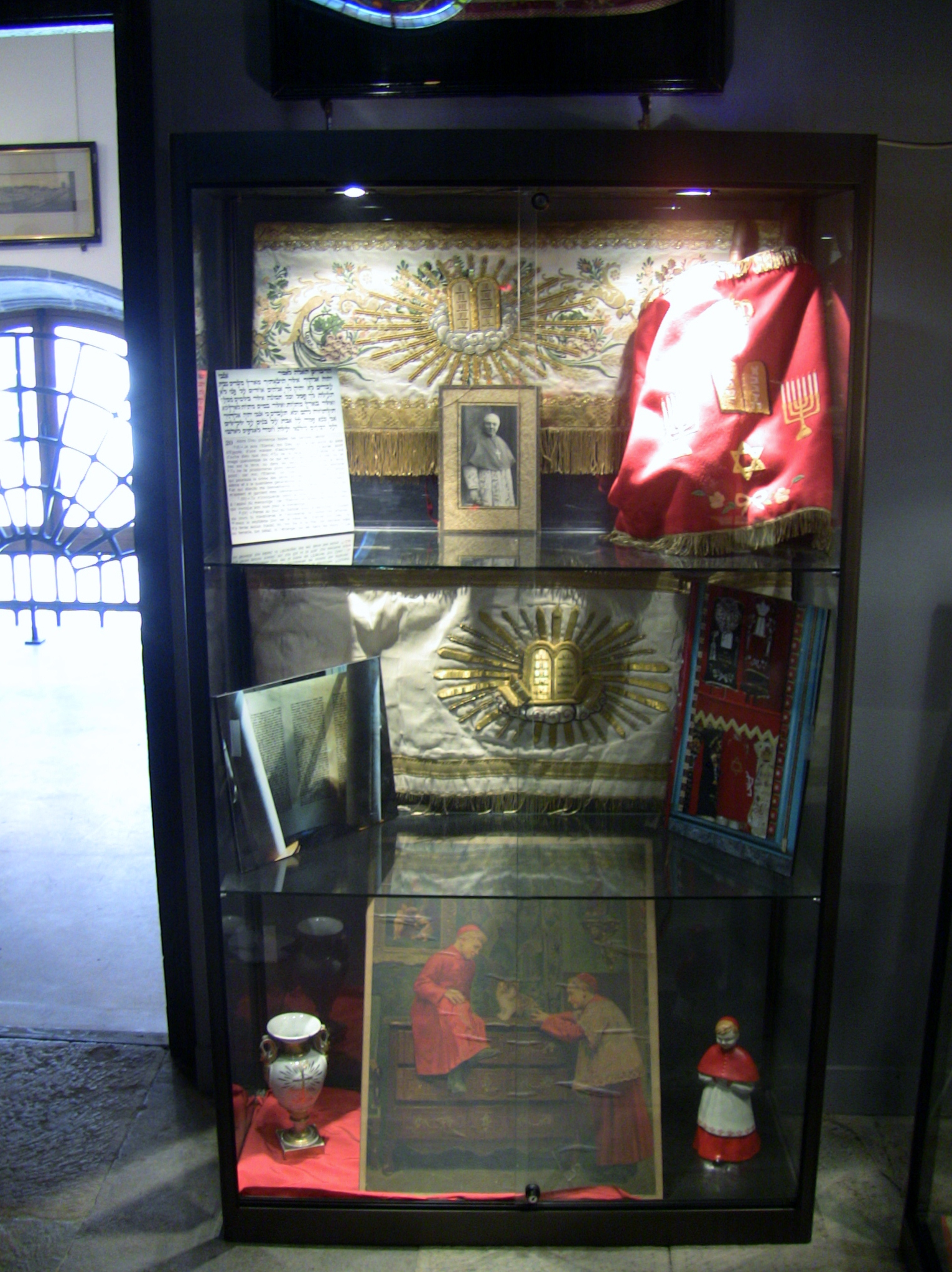
Exposition sur Maurice-Louis Dubourg pour son acte courageux ayant permis la conservation des rouleaux de la Torah, au musée de l'église Sainte-Madeleine.

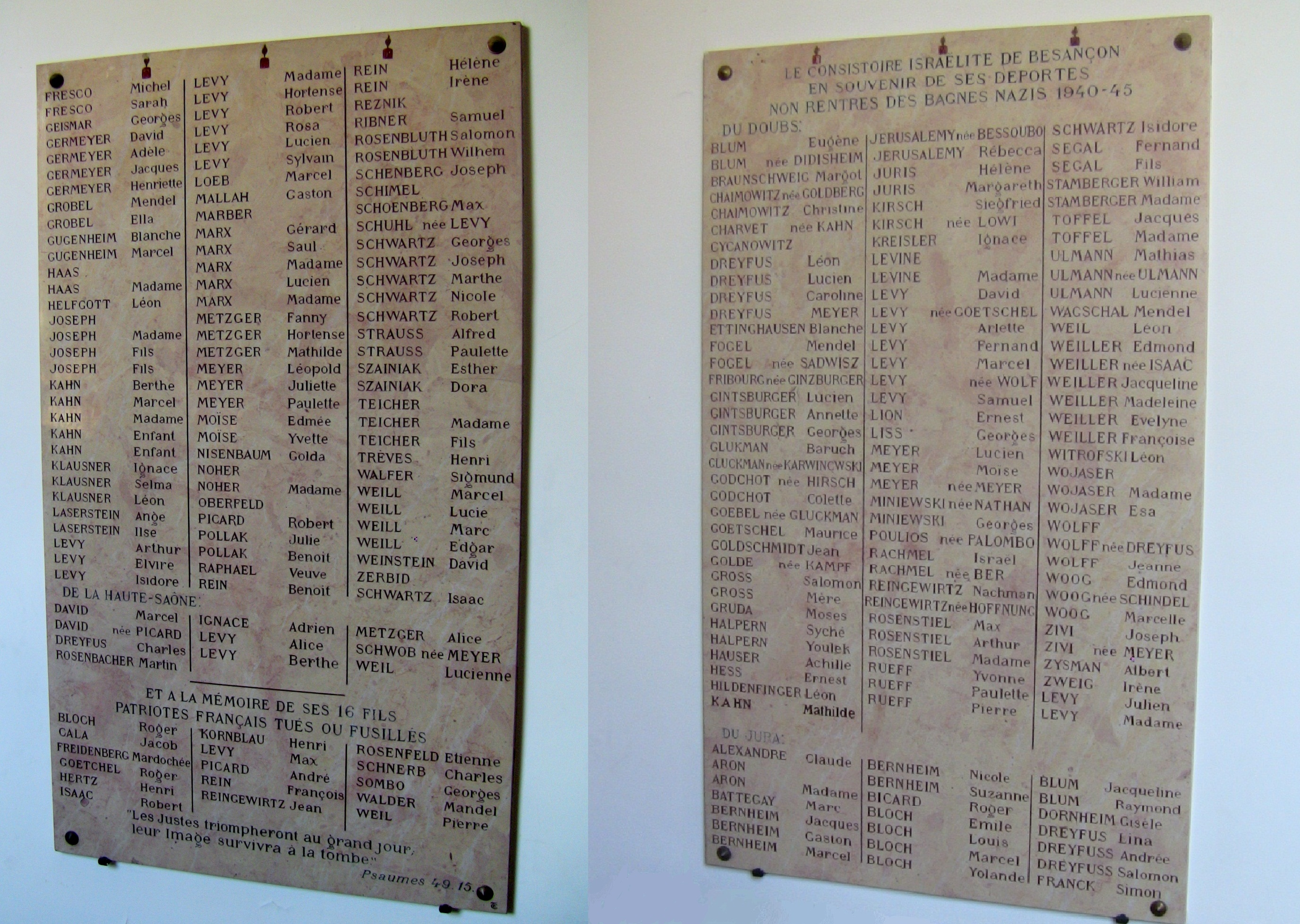
Plaques commémoratives

À Besançon comme partout en France durant la Seconde Guerre mondiale, la population juive est traquée par les autorités nazies et vichystes. Durant cette période, 82 personnes originaires de la capitale comtoise trouvent la mort en déportation (dont une quarantaine de Juifs), et 302 dans le département du Doubs (dont 102 Juifs,). Deux plaques commémoratives situées près de l'entrée de la salle de prière rendent hommage aux Juifs bisontins, membres du consistoire et déportés. L'en-tête en est : « Le Consistoire Israélite de Besançon en souvenir de ses déportés non rentrés des bagnes nazis 1940-1945 ». 103 noms pour les disparus du Doubs, 13 pour ceux du Jura et 10 pour ceux de Haute-Saône, ainsi que ceux de 16 patriotes français tués ou fusillés y sont inscrits. Une citation des Psaumes (49, 15) conclut : « les Justes triompheront au grand jour, leur image survivra à la tombe. »
Au cimetière juif de la ville, plusieurs tombes sont mises à sac, intentionnellement renversées ou brisées, mais il est d'une manière générale relativement épargné. La synagogue de Besançon est elle aussi préservée des destructions nazies, contrairement, par exemple, à l'ancienne synagogue de Strasbourg. On le doit à une décision surprenante d'un commandant local de la Wehrmacht, qui déclara l'édifice sous sa protection en ayant le statut de propriété allemande. Elle fut ainsi utilisée comme entrepôt, mais ne subit aucun dommage au plus grand soulagement de la communauté, heureuse de retrouver son lieu de culte intact malgré les nombreuses victimes du nazisme.
Les rouleaux de la Loi ont été sauvés de la destruction pendant l’occupation allemande, grâce à l’archevêque de Besançon, Mgr Maurice-Louis Dubourg, de son ami d’enfance le Dr Maxime Druhen et du Chanoine Rémillet, curé de l’église Sainte-Madeleine. Ils cachèrent les précieux documents dans l’ouvroir de cette dernière jusqu’à la Libération ou ailleurs selon les sources. Des meubles ont été également sauvés de la même manière. Leur action courageuse fut un geste de fraternité salué lors du 125e anniversaire de la synagogue.

### Après-guerre et histoire récente
Après-guerre, environ 200 Juifs originaires d'Afrique du Nord s'installent à Besançon à la suite de l'indépendance du Maroc, de la Tunisie puis de l'Algérie, durant les années 1950-1960, au point que les offices à la synagogue sont aujourd'hui de rite séfarade. Dans les années 1970 est créée la « Maison Jérôme Cahen » qui organise et concentre les actions communautaires, notamment des repas shabbatiques, des répétitions de théâtre, des cours de Talmud Torah, etc. Le centenaire de la construction du bâtiment est l'occasion d'une grande célébration en 1970, et de la parution d'un ouvrage retraçant l'histoire de la communauté, publié pour le grand public en 1982.

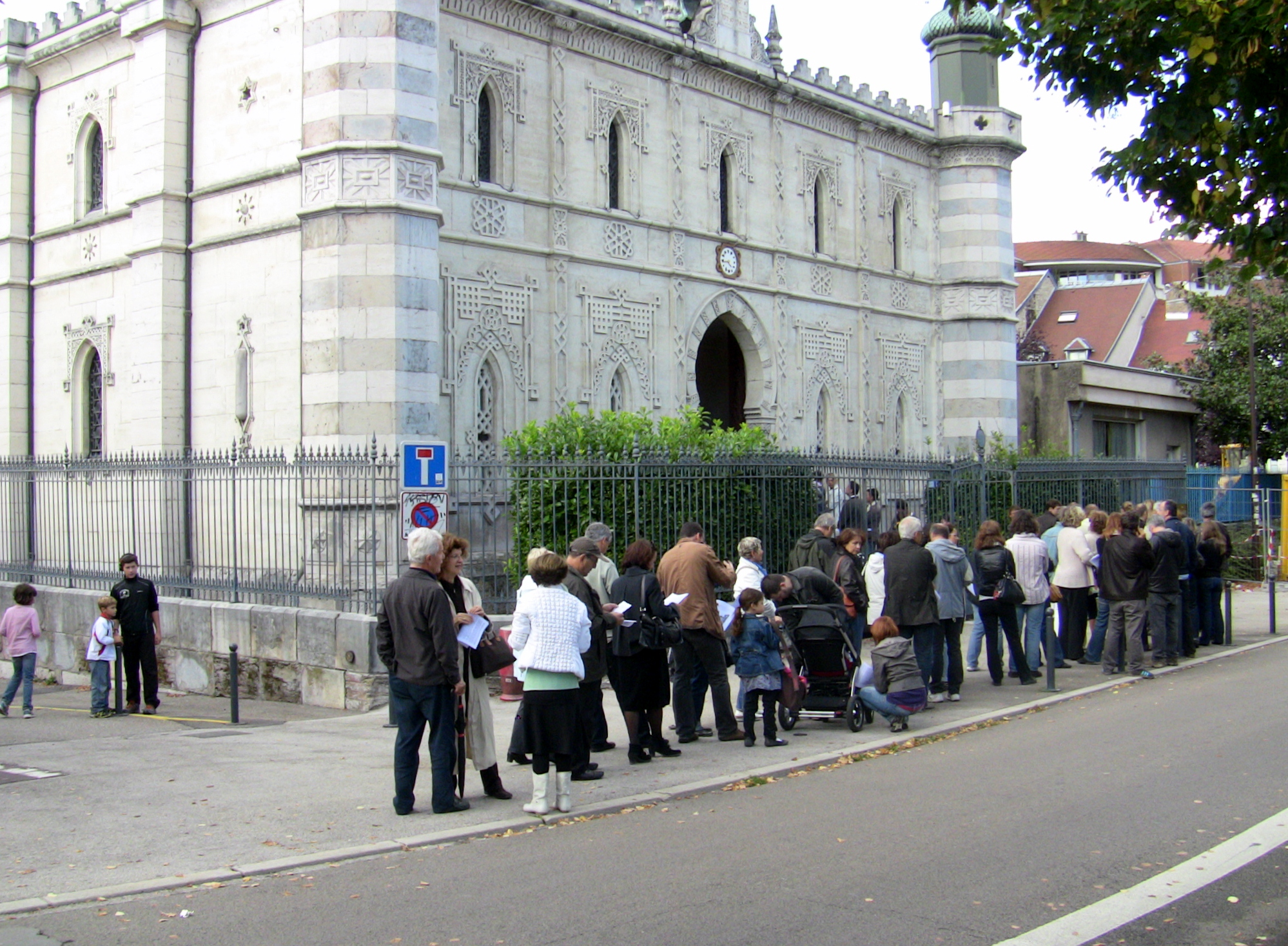
La synagogue lors des journées du patrimoine de 2011.

Plusieurs reportages de France 3 Franche-Comté retracent l'histoire récente de la synagogue. Le premier est une archive en noir et blanc sans son datant du 3 mars 1970, montrant les célébrations du centenaire du bâtiment. Un second est réalisé à la synagogue le 8 septembre 1983 à l'occasion du Nouvel An juif, où Bernard Weil présente et explique cette fête ainsi que le degré d'implication des fidèles bisontins. Enfin, un troisième et dernier est présenté dans le cadre des journées du patrimoine le 21 septembre 1985, ainsi que pour souligner l'inscription récente du bâtiment au titre des monuments historiques. Il y dresse notamment un portrait de l'histoire juive à Besançon, présente la synagogue, puis interviewe Patrick Beghin, directeur de la DRAC, qui note la reconnaissance de ces édifices en tant que véritable patrimoine français à préserver et mettre en valeur.
Le bâtiment, classé au titre des monuments historiques le 16 novembre 1984, accueille toujours les fidèles lors des offices, et ce depuis bientôt 150 ans, mais n'est pas généralement ouvert au public. L'édifice est l'un des emblèmes patrimoniaux de la ville, au même titre que la citadelle de Vauban ou la cathédrale Saint-Jean. La synagogue est régulièrement ouverte lors des deux jours des journées européennes du patrimoine, et ce depuis les années 1980 ; elle devient alors accessible au public et notamment en petits groupes lors de visites commentées,. En 2010, elle est le monument le plus visité de la ville à cette occasion, avec environ 1 500 personnes. Le bâtiment est d'ailleurs numéro un des cinq coups de cœur du journal MaCommune.info dans ce cadre en 2011.
Le 20 mars 2012, à la suite des fusillades en Midi-Pyrénées et particulièrement celle touchant le collège-lycée juif Ozar Hatorah à Toulouse, une cérémonie de soutien et de commémoration à toutes les victimes était organisée au sein de la synagogue et ouverte au public. On note la présence de Mgr André Lacrampe de l'archidiocèse de Besançon.

## Données sociologiques et rituelles

### Liturgie

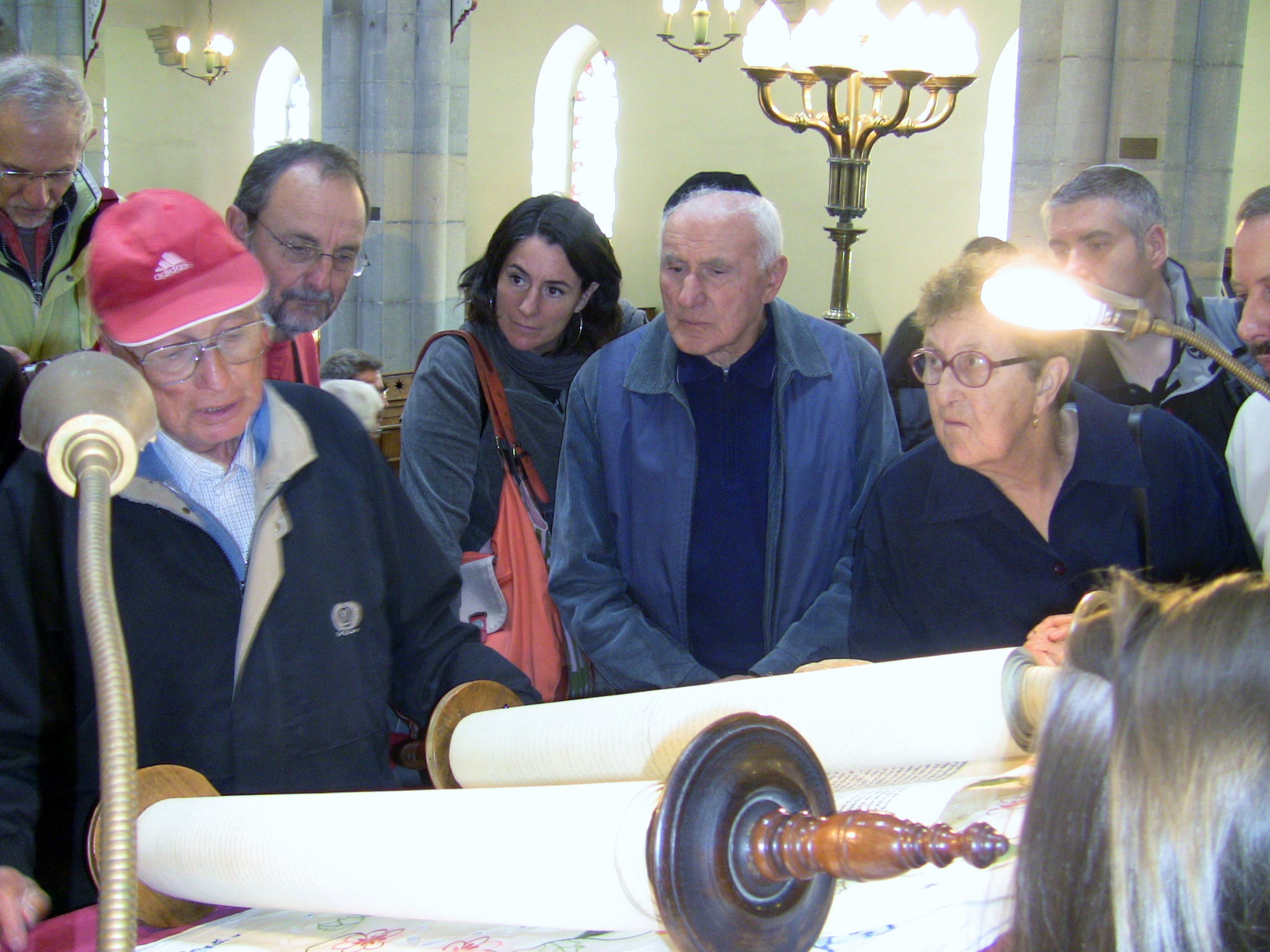
Des membres de la communauté présentant les rouleaux de la Torah lors de la journée du patrimoine.

Lors de son inauguration, la synagogue était exclusivement affectée au rite ashkénaze puisque la très grande majorité des Juifs de l'époque était ashkénaze. Mais l'immigration des Juifs de rite séfarade survenue à la suite de l'indépendance des pays d'Afrique du nord dans les années 1950 et 1960 bouleverse la communauté qui devient donc majoritairement séfarade. La liturgie séfarade a peu à peu remplacé entièrement la liturgie ashkénaze. À son inauguration, les rites juifs étaient scrupuleusement respectés dans la synagogue : c'est ainsi que par exemple, hommes et femmes priaient séparément, les premiers occupant le hall principal et les secondes l'étage qui leur était exclusivement réservé. Aujourd'hui hommes et femmes prient ensemble dans le grand hall sans pour autant être mélangés, bien que les Juifs orthodoxes et les plus traditionnels de la communauté réclament régulièrement la réinstauration d'une division claire si possible comme auparavant.
Au XIXe siècle, l'orgue a été introduit dans la liturgie et des organistes catholiques venaient même en jouer lors des services, particulièrement le chabbat. Son usage a, depuis, été supprimé comme dans les autres synagogues consistoriales. Régulièrement, le chabbat, les jours de fête et les lundis et jeudis si l'affluence est suffisante pour que l'office puisse avoir lieu, les rouleaux de la Loi sont solennellement sortis de l'Arche sainte et présentés aux fidèles qui y apposent leur main avec ferveur. S'il était de coutume de réserver sa place jusqu'à la seconde guerre mondiale, aujourd'hui le placement des fidèles est libre sauf que les femmes s'assoient aux places du fond,.

### Pratique
Globalement la ferveur s'est amenuisée avec le temps, et la synagogue accueille moins de fidèles qu'auparavant excepté lors des fêtes. Les offices habituels accueillent entre 15 et 20 hommes, et environ 7 à 10 femmes ; les fêtes voient venir plus de monde mais avec la même proportion d'hommes et de femmes, soit 2/3-1/3. Lors de Pessah (La Pâque) on compte environ 50 hommes et 25 femmes au premier office, et 30 hommes pour 15 femmes au second, en plus du miniane. On note également la présence de bon nombre de jeunes, entre 5 et 10, représentant environ 1/3 de l'effectif masculin. Mais c'est surtout la fête du kippour qui réunit le plus de monde dans l'édifice, la synagogue étant alors pleine et accueillant même des Juifs inconnus de la communauté.
Cependant, les fidèles qui se rendent à ce lieu de culte n'y vont pas nécessairement pour prier, un peu plus d'un quart seulement accomplissement réellement cet acte de foi lors des fêtes notamment Pessah, les autres étant moins rigoureux : en effet la plupart suivent l'acte de dévotion du bout des lèvres, pendant que certains ne font que déambuler, saluer et discuter avec les connaissances tout en laissant leurs enfants courir et jouer avec respect. Seuls quelques chants mobilisent encore toute l'assemblée. C'est ainsi qu'on enregistre des différences rituelles entre les fêtes d'une part (parfois même entre elles, Pessah étant par exemple commémorée joyeusement pour célébrer la sortie d'Égypte et la libération de l'esclavage, alors que Kippour est plus propice au recueillement) et les offices d'autre part.
Lors d'une interview en 1983 à la synagogue, le président de la communauté Bernard Weil était interviewé dans le cadre du nouvel an juif, et expliquait : « les plus religieux appliquent les rites du nouvel an à la lettre, d'autres selon leur âme et conscience, mais tous se sentent concernés. Certains, comme les séfarades, sont très religieux, les autres, dont les ashkénazes, depuis plus longtemps sur le territoire français le sont moins. Les grandes fêtes sont l'occasion pour chacun d'affirmer son identité juive ».

## Architecture

### Généralités et aspect externe

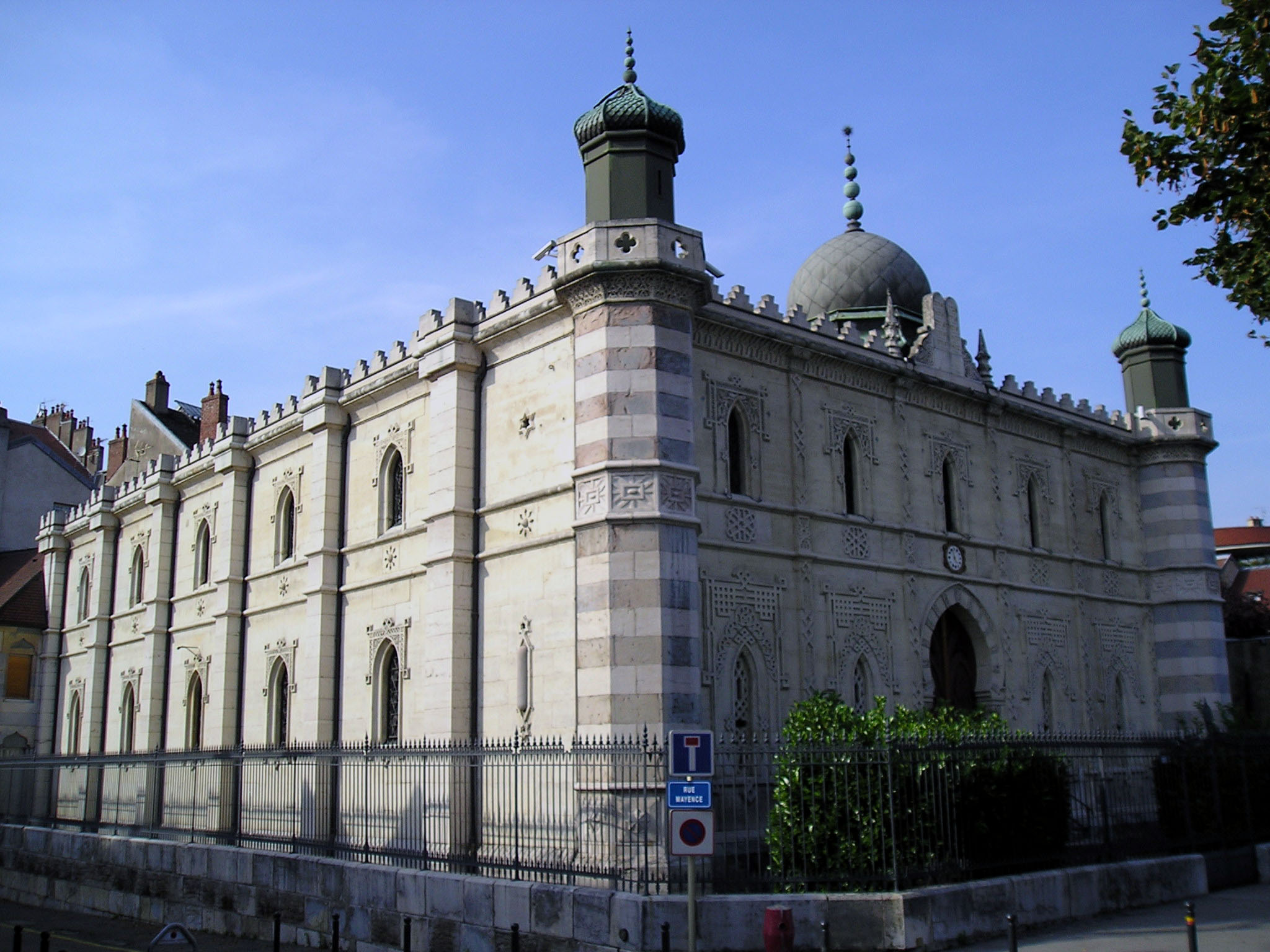
Vue générale du bâtiment.

La synagogue de Besançon, considérée comme l'une des plus grandes réussites orientalistes de France, fut construite suivant un style particulier pour l'époque : l'architecture mauresque,,,. L'architecture globale ainsi que la plupart des sculptures et ornements sont directement inspirés de l'Alhambra de Grenade notamment, chef-d'œuvre de l'art islamique. Bien que le contexte artistique marqué par l'orientalisme de cette période puisse l'expliquer, le choix par la communauté de ce style d'architecture alors peu répandu en Europe, reste mystérieux,. Cela d'autant plus que les premiers plans du consistoire quant au projet de synagogue au square Saint-Amour révélaient une architecture néo-byzantine. La ressemblance de la synagogue avec une mosquée est frappante,, et bon nombre de Bisontins croient encore qu'il s'agit d'un lieu de culte musulman. D'ailleurs Mustapha Kharmoudi écrit dans son livre Ô Besançon: une jeunesse 70 en parlant du quartier Battant : « je me souviens avoir été choqué par une intrigante construction orientale que j'ai aussitôt prise pour une mosquée à cause de ses minarets ottomans. »

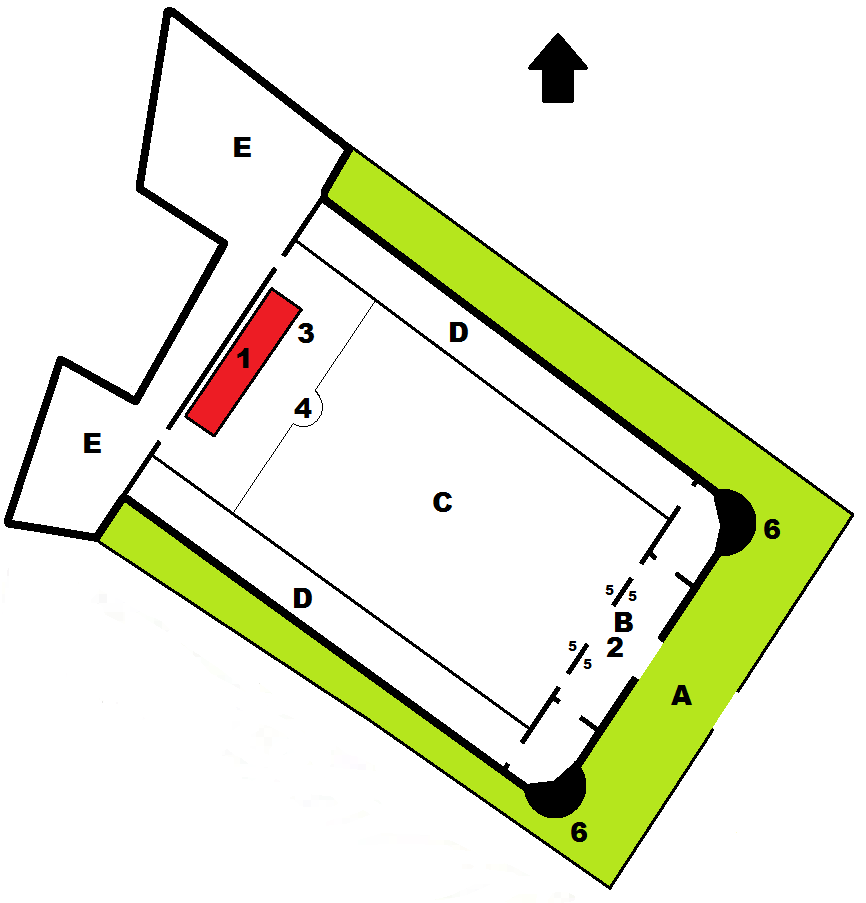
Plan de l'édifice :
A : jardins.
B : vestibule.
C : hall de prières.
D : estrades pour femmes et enfants.
E : arrière-salles non affectées au culte.
1 : arche sainte.
2 : orgue.
3 : hanoukkia.
4 : chaire.
5 : plaques commémoratives.
6 : tours-minarets.

L'architecture du bâtiment en lui-même se dessine ainsi : un édifice de taille modeste, en pierre et granit rouge venu de carrières franciliennes doté d'une façade orientale comprenant deux tours-minarets à lit de pierres de teintes différentes alternées, ainsi qu'une grande coupole de zinc harmonieuse sur le toit. L’éclairage naturel de l’édifice est assuré par cinq coupoles vitrées qui suivent l’axe central, mettant en lumière la pierre beige et bleue utilisée pour les piliers. Les Tables de la Loi rédigées en hébreu ainsi que les étoiles de David faisant office de vitraux différencient clairement l'édifice d'une mosquée, bien que le style général ainsi que des éléments tels que les coupoles et les frises sculptées de motifs géométriques y fassent penser. L'édifice comporte 24 vitraux de formes différentes, aux motifs étoilés qui colorent les murs sur les deux niveaux ainsi que le vestibule et les escaliers d’accès aux galeries, étant étroits et encadrés d'entrelacs. Les bords de toitures sont coiffés des merlons à degrés. La synagogue est agrémentée d'un petit jardin, clôturé par les grilles offertes par Adolphe Veil-Picard à la communauté. On peut d'ailleurs y lire « Donnée par — A. Veil-Picard — À la mémoire de son père — 1869 ». Une horloge dont les chiffres ont été remplacés par des lettres hébraïques formant les mots Israël (׳שראל) dans la partie haute et Jérusalem (ירושלימ) dans la partie basse, est fixée au-dessus de l'entrée principale. Elle tourne dans le sens des aiguilles d'une montre à la différence de certains autres cadrans tels que celui de l'hôtel de ville juif de Prague.
Les publications d'Owen Jones révèlent certaines planches dont Marnotte aurait pu s'inspirer, notamment celles de l'Alhambra, comme les reliefs de la porte avec des pommes de pin enserrés dans des entrelacs ou les couleurs rayonnantes des boiseries et de l'arche. On compte également les palettes primaires que les Maures utilisaient pour les stucs, étant respectées : le bleu, le rouge et le jaune-or particulièrement, ainsi que les frises qui suivent les entablements, incontestablement inspirées des planches arabes et/ou maures de Jones. Aussi, bien que Marnotte se soit inspiré des planches sur l'Alhambra particulièrement pour le plan décoratif, ce sont celles du Caire en Égypte, et surtout la mosquée du sultan Hassan, qui font figure de modèle pour l'architecture générale. L'édifice assure avec un brio et une grande beauté la transmission de l'art roman orientalisé de la moitié et de la fin du XIXe siècle qui fit naître particulièrement dans l'est de belles pièces. L'œuvre de Pierre Marnotte à Besançon inspirera la synagogue de Vesoul, elle aussi de style néo-mauresque. Cet intérêt pour ce procédé se traduit également à Besançon par la construction en 1877 du caveau Veil-Picard dans le cimetière juif, qualifié de « véritable petite synagogue » par l'historienne Anne Raulin.

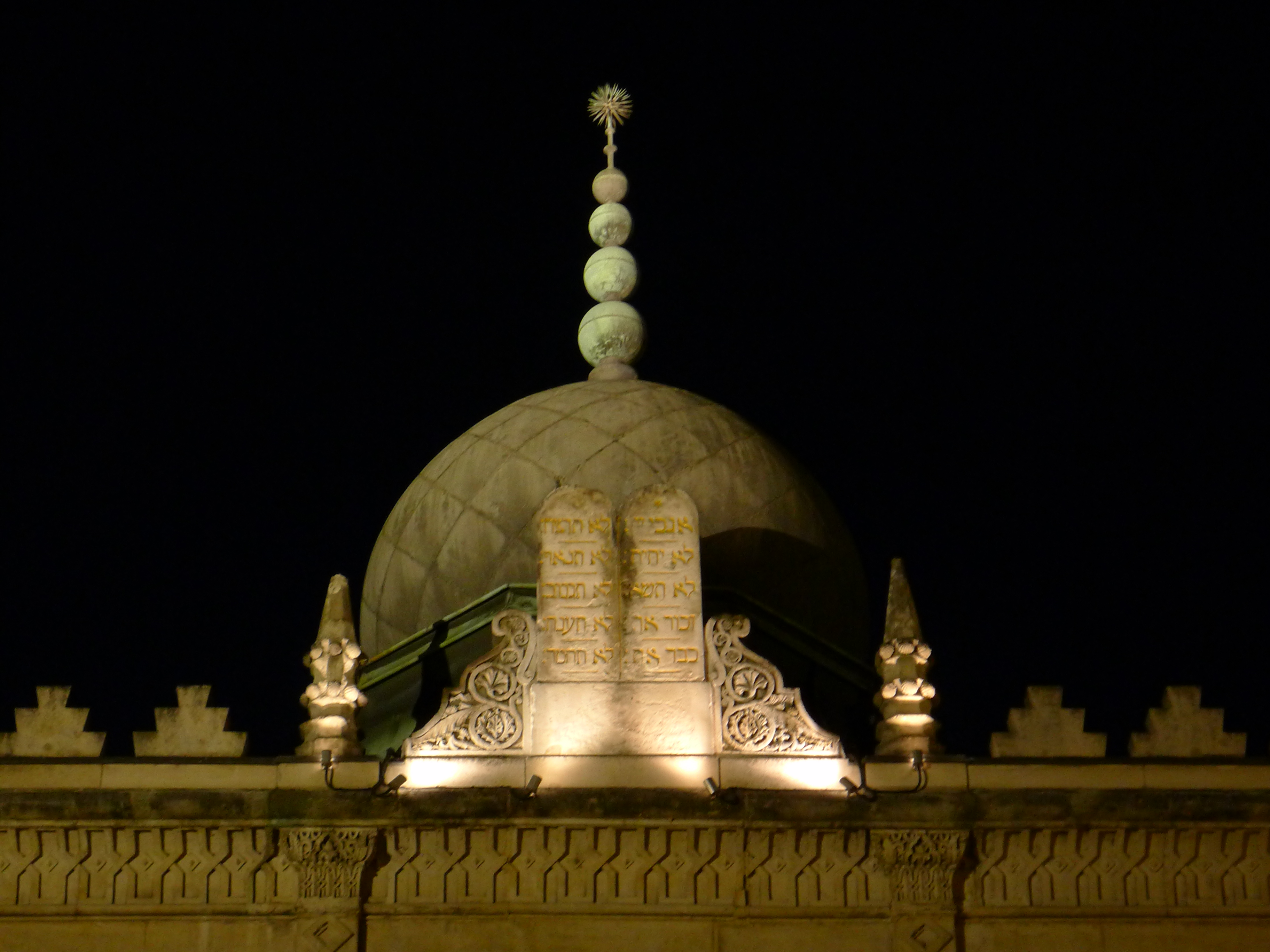
Détail des tables de la Loi.
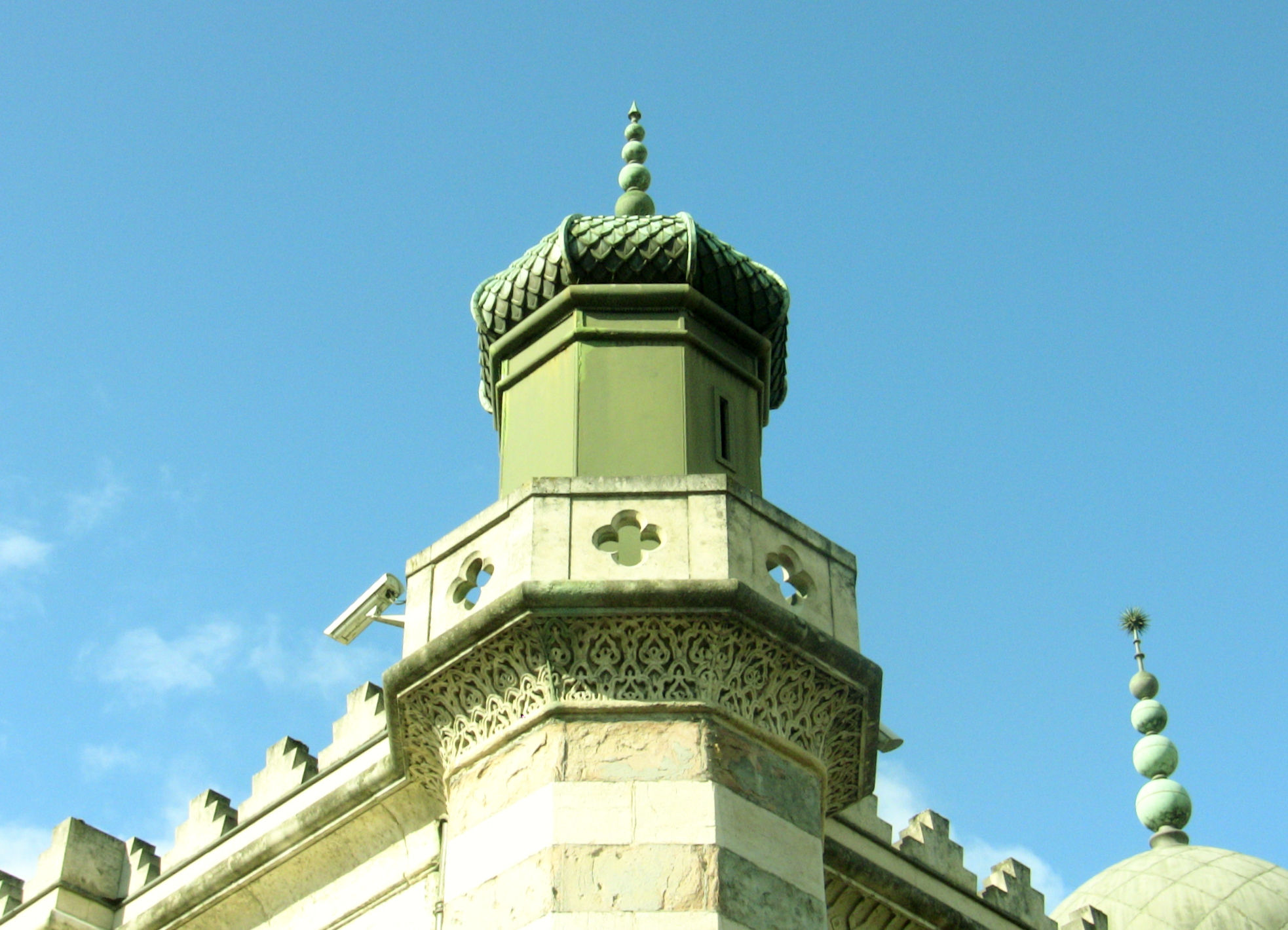
Détail d'un minaret.
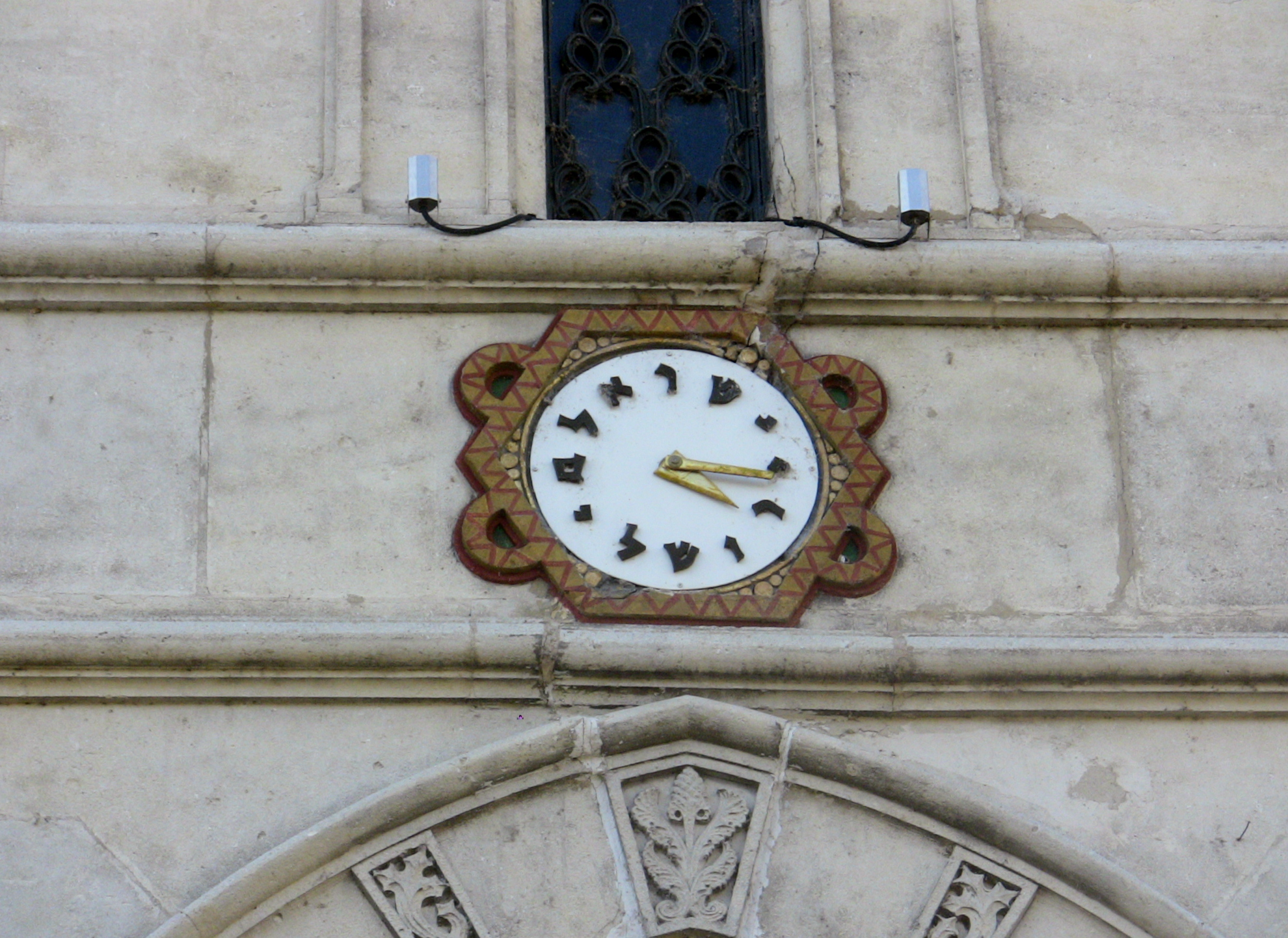
Détail de l'horloge.
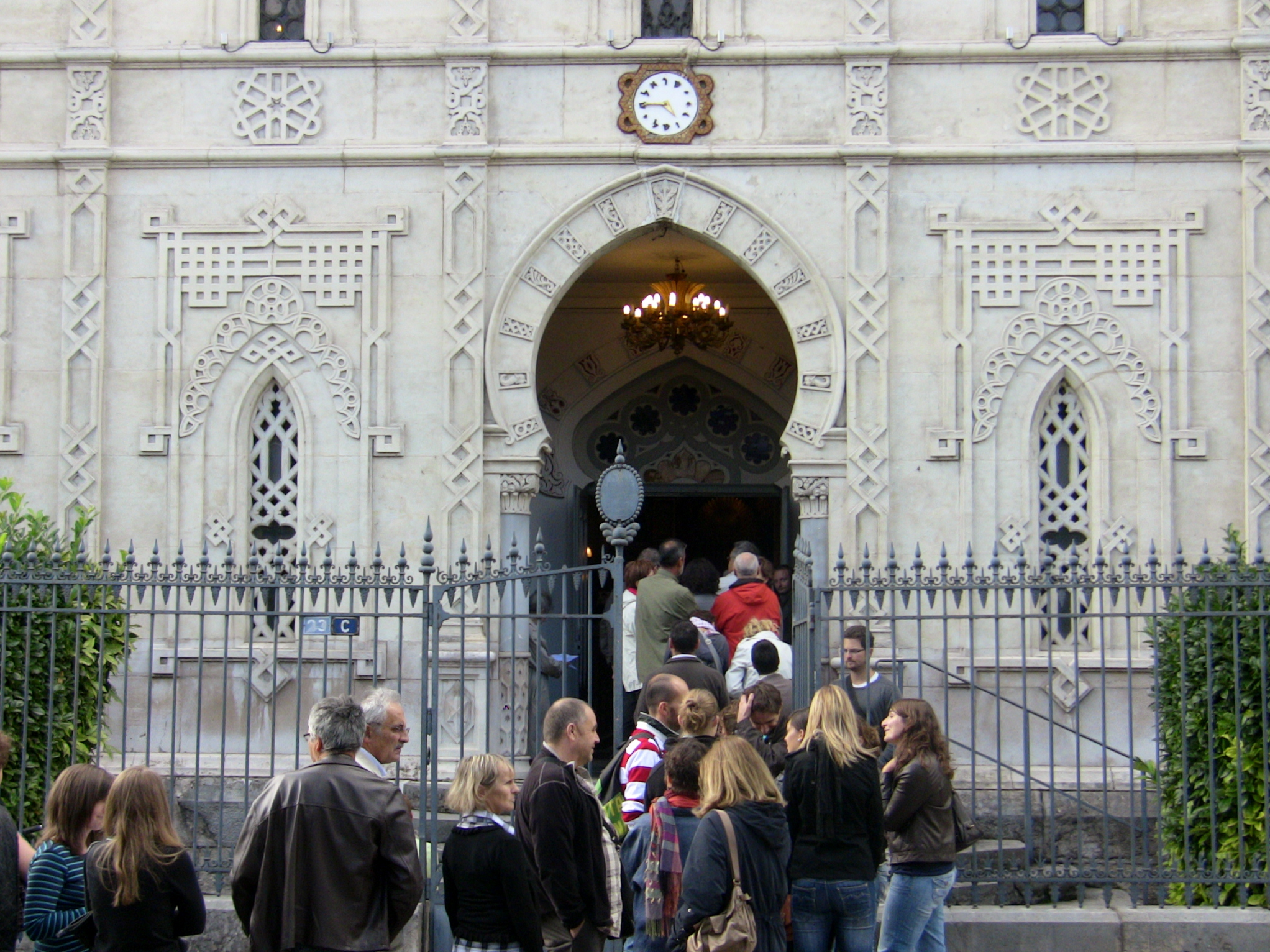
L'entrée principale.
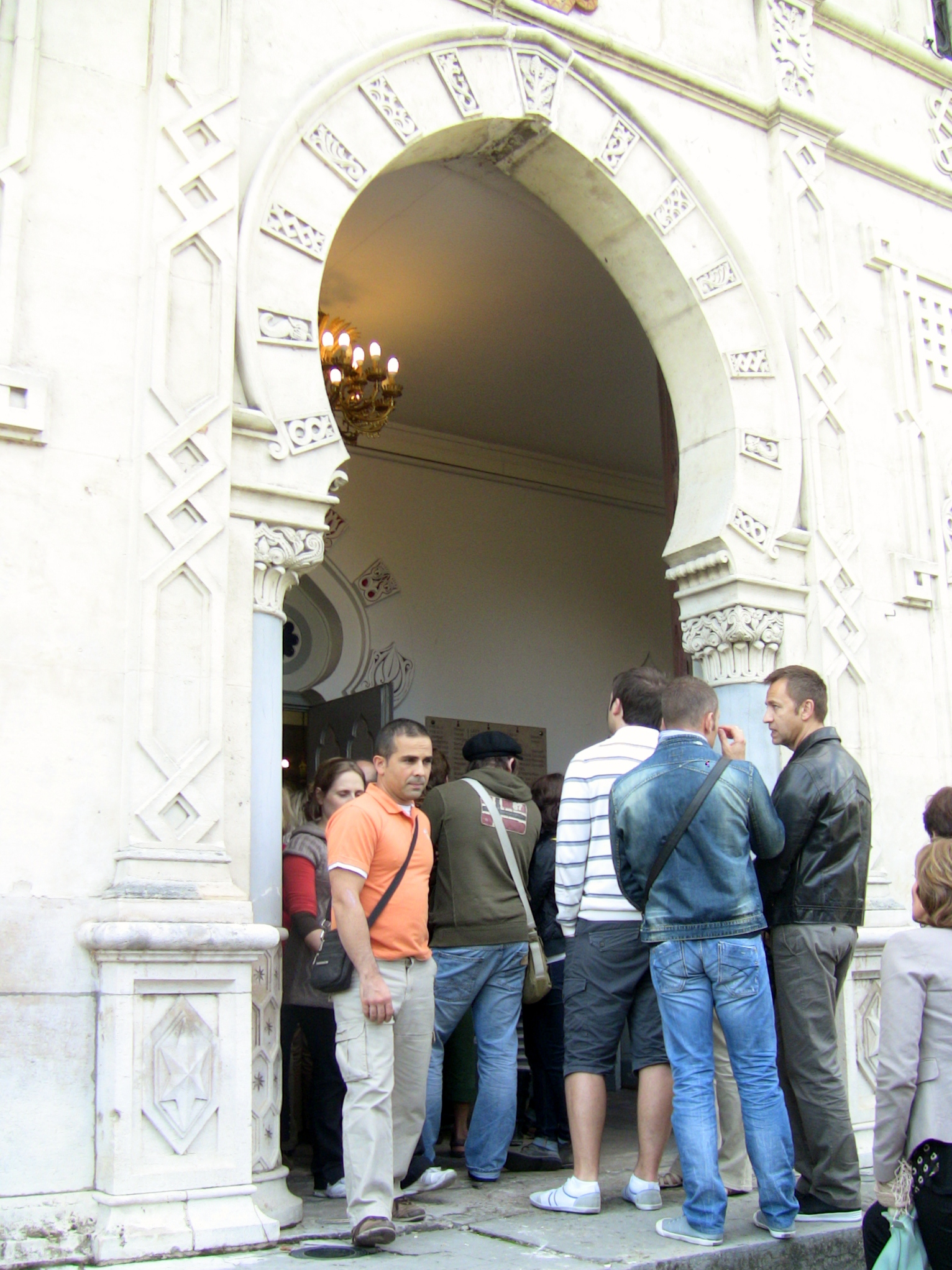
Détail de l'entrée.
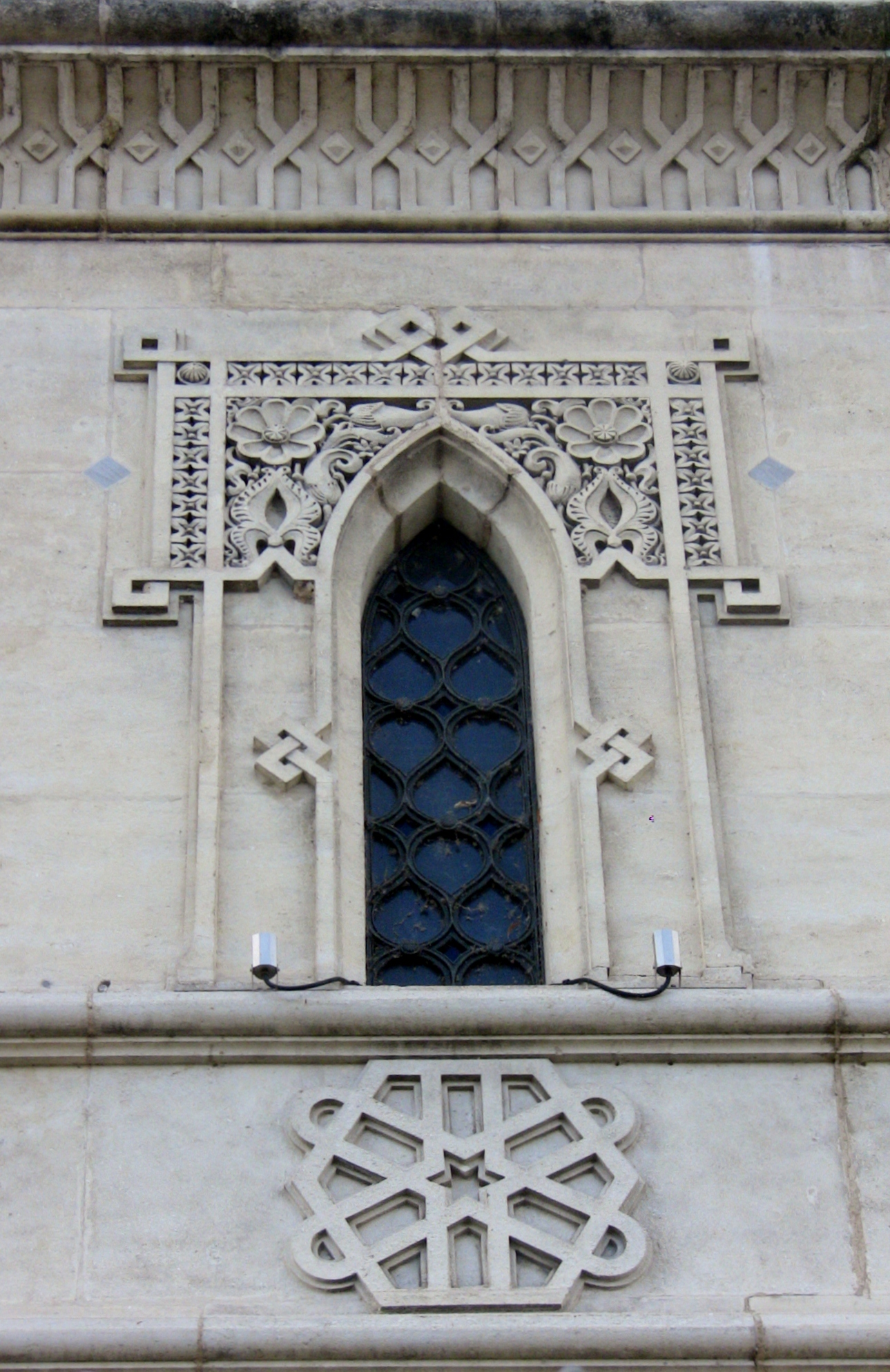
Détail d'un vitrail.

### Plan et structure interne
Après l'imposante porte principale en arc brisé outrepassé et à deux vantaux ornés de vitraux dans leur partie supérieure, se trouve une petite pièce qui fait office de vestibule. À ses murs sont apposées deux plaques commémoratives de la Seconde Guerre mondiale ainsi que des bancs disposés pour que les fidèles puissent discuter entre eux avant le début de l'office. À partir du point d'entrée, des escaliers établis des deux côtés permettent d'accéder à l'étage réservé à l'orgue et à la tribune des femmes, les deux sexes étant alors séparés. Aujourd'hui ce n'est plus le cas et l'ensemble des fidèles prient dans le grand hall mais restent séparés, la pièce ayant été divisée symboliquement en deux à cet effet. Cependant, la galerie des femmes existe toujours, repérable par sa balustrade en bois peint, sculptée et ajourée suivant un motif étoilé que l’on retrouve dans d’autres parties du bâtiment. La synagogue compte une pièce principale : le hall de prières ; il est accessible par la porte principale au centre ainsi que par deux petites portes latérales donnant sur le vestibule, celle de droite étant celle des femmes et enfants de moins de treize ans et celle de gauche celle des hommes. Cette salle est décorée du même style oriental présent en façade, avec une profusion de couleurs et de détails exceptionnelle, mise en valeur par la luminosité tamisée passant à travers les coupoles et les vitraux peints. La pierre blanche, bleutée, a gardé toute sa splendeur d'origine, et certaines parties de murs et plafonds sont habillées, jusqu'aux rampes des escaliers des femmes, de peintures vives et élégantes.

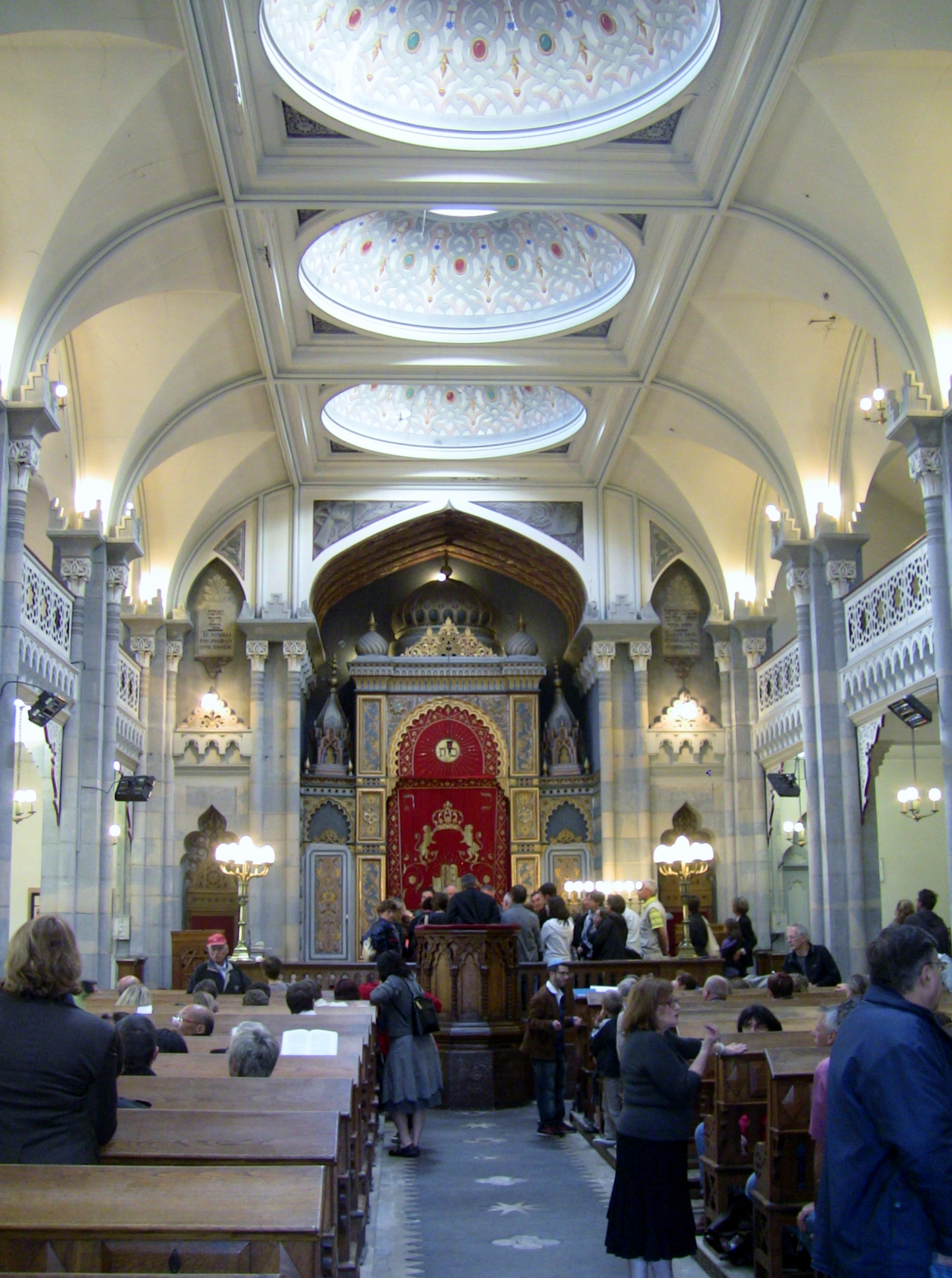
Vue interne depuis l'entrée.
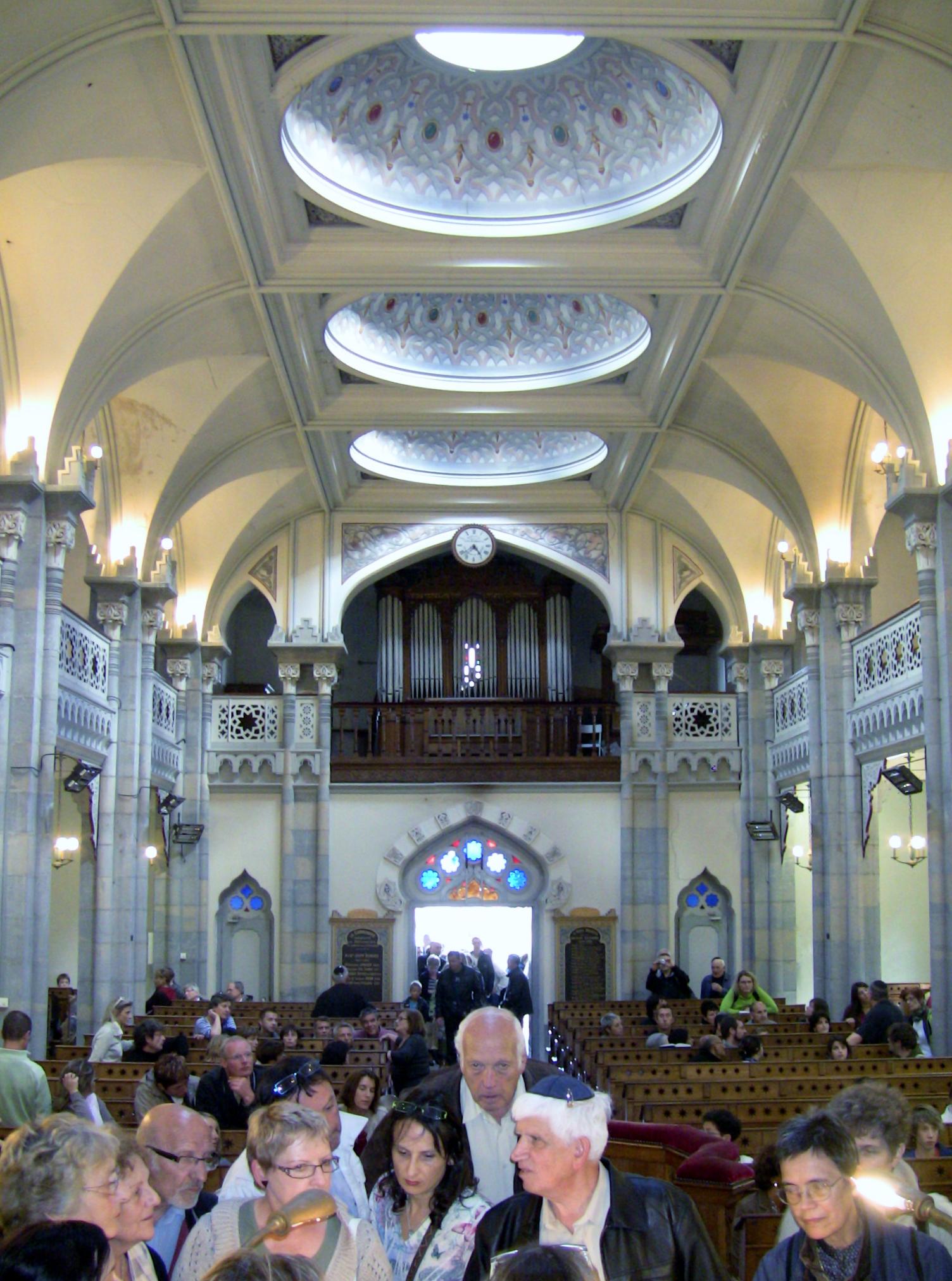
Vue interne depuis l'Arche.
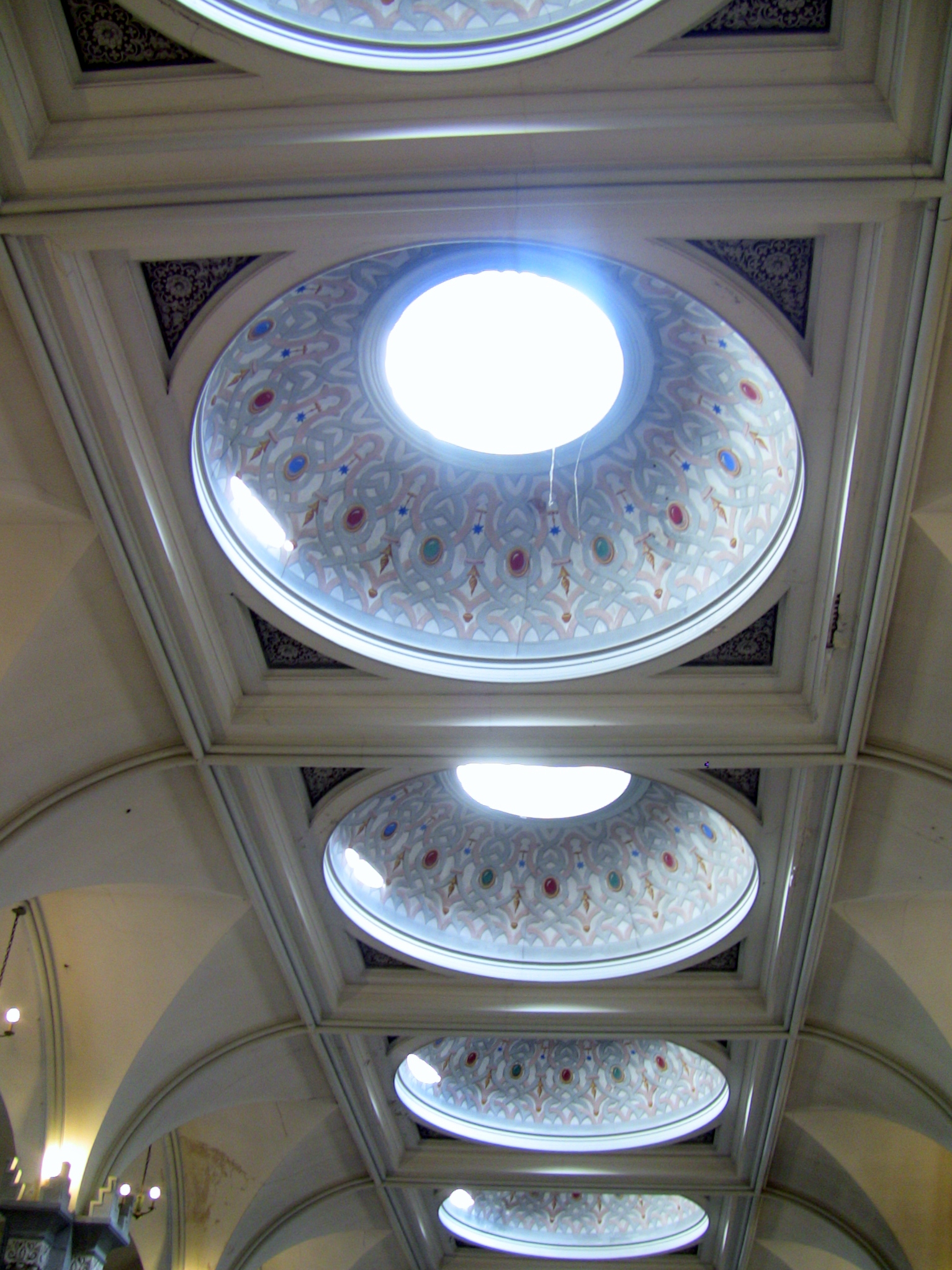
Les coupoles.
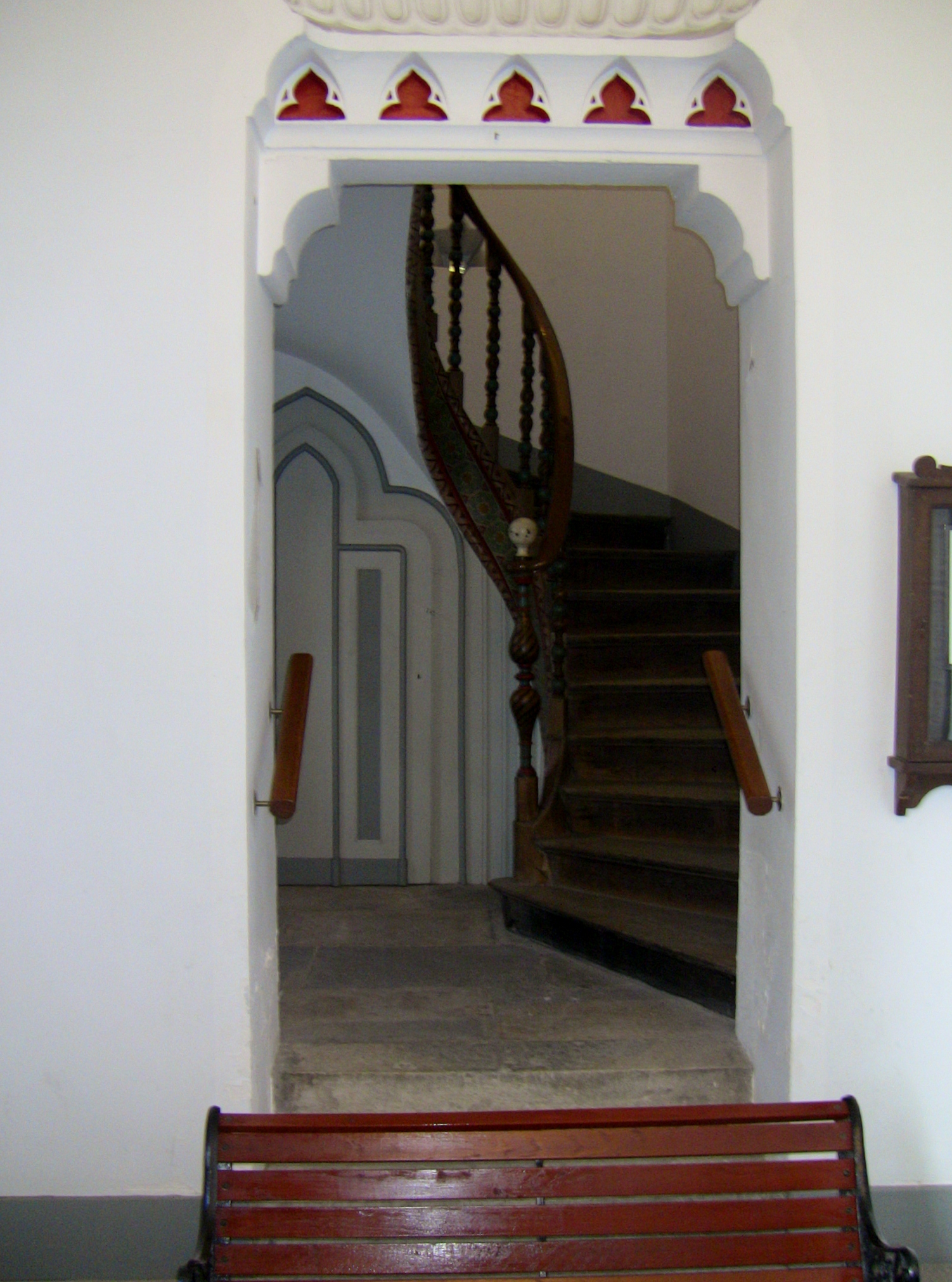
Escalier menant à l'étage supérieur.
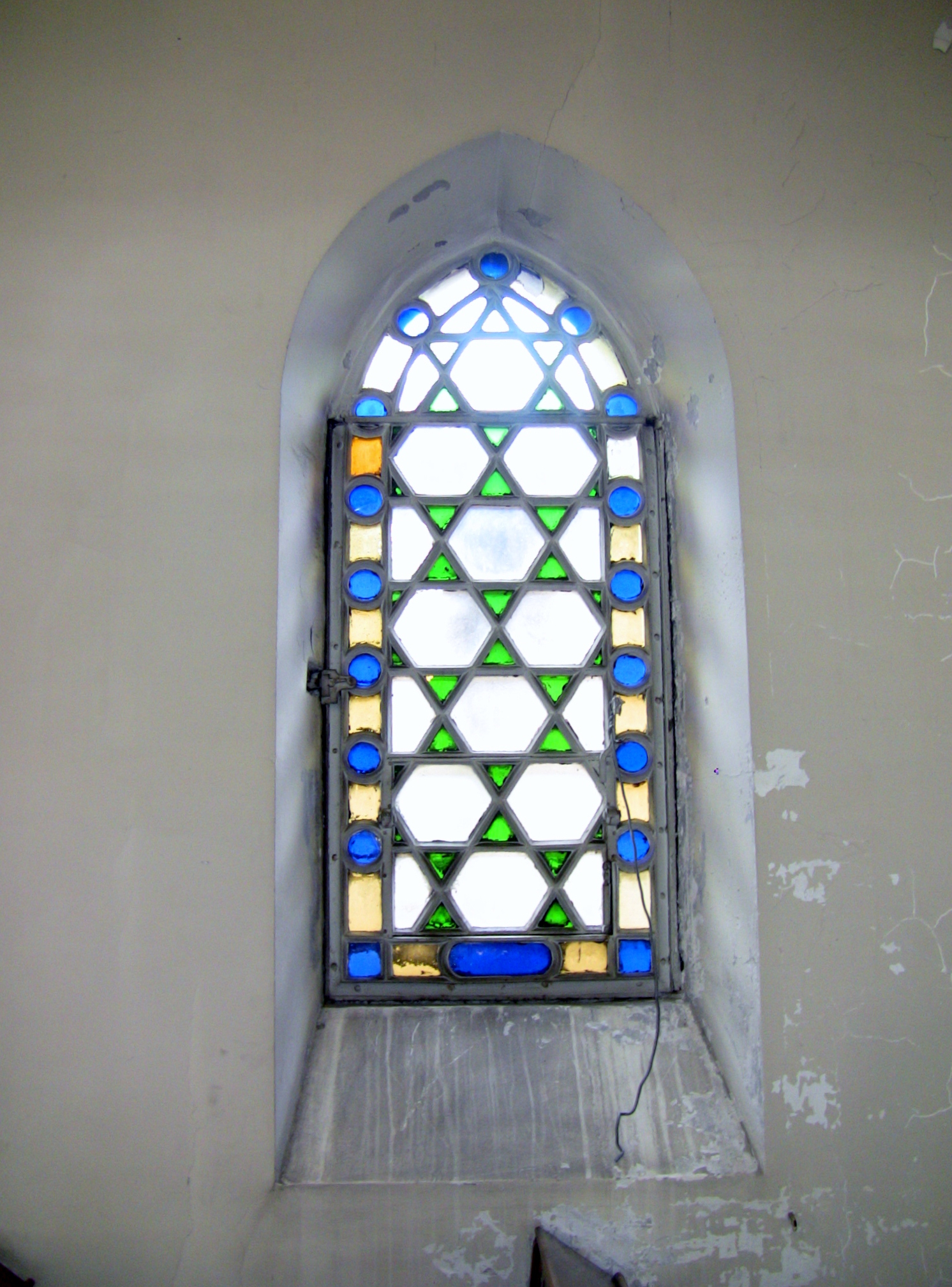
Détail d'un vitrail.
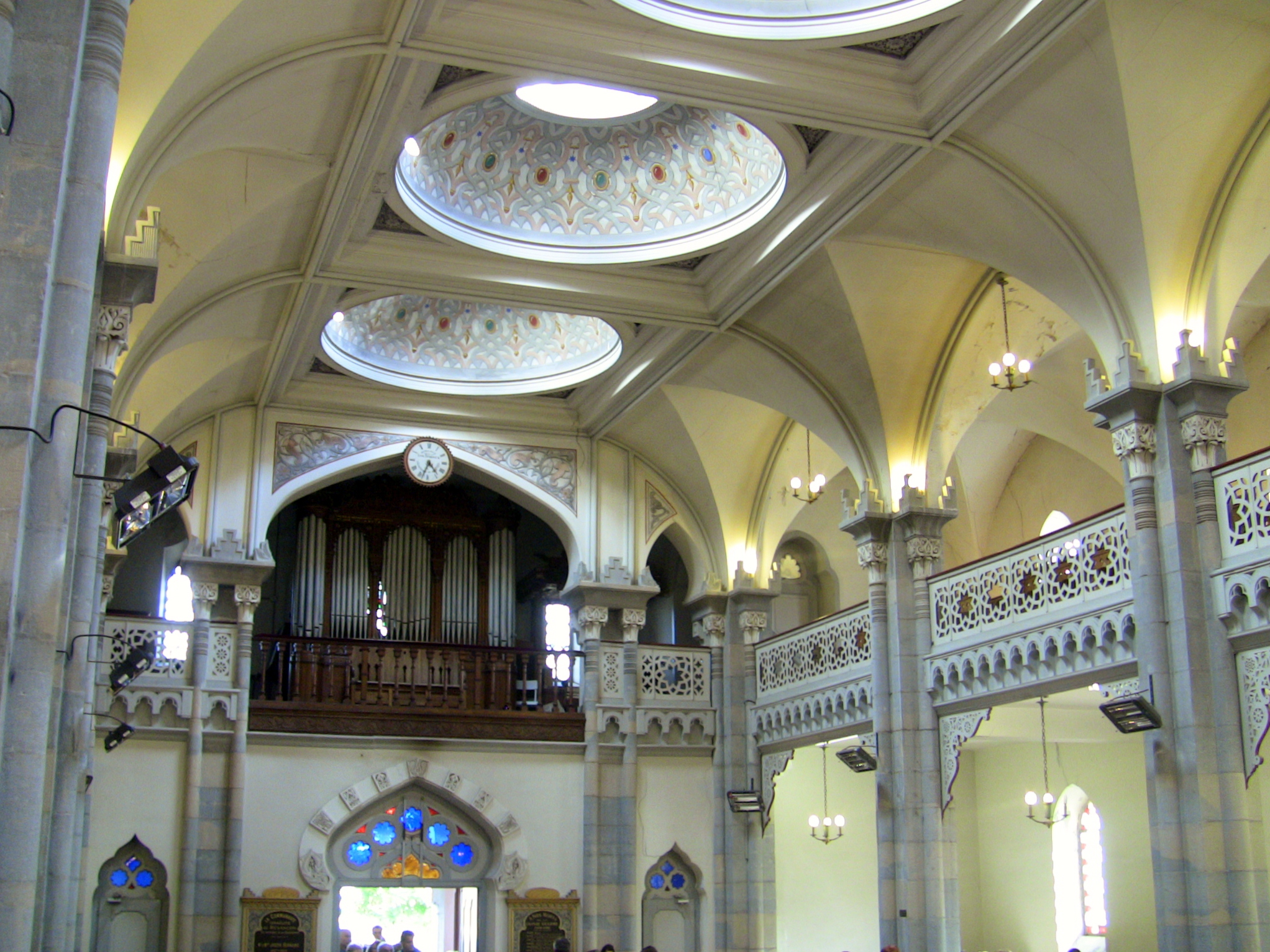
Second étage, vue globale.

### Mobilier

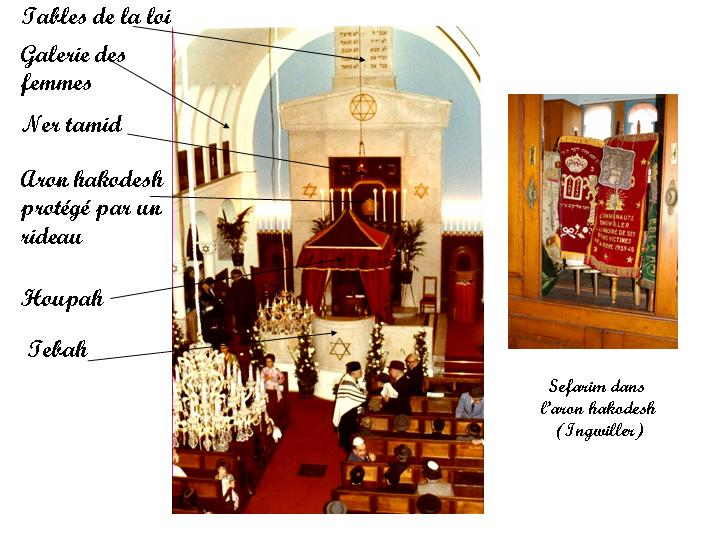
Plan général d'une synagogue et de l'arche sainte.

Au fond du hall est installée l'arche sainte (Echal) qui contient dans un coffre les rouleaux de la Loi présentant le texte manuscrit de la Torah. Après avoir été montrés aux fidèles lors de certains offices, ils sont déposés sur un pupitre (bimah) pour leur lecture par l'officiant. La décoration de l’Echal est remarquable, d'un style composite avec des réminiscences de temples orientaux et des décors aux couleurs vives. Il se compose d'un meuble à colonnettes peint en rouge, bleu et doré selon des motifs en grille, et coiffé d'une gloire. Cette dernière est cachée derrière un rideau intégré à un édicule à bulbe agrémenté de stucs peints, de miroirs incrustés ainsi que d'éléments représentant la flore islamique. Le coffre que contient l'arche, appelé Téva, est une armoire en bois aux portes coulissantes sculptées et peintes pour rendre un effet de ferronnerie polychrome. L'estrade située devant la bimah comporte deux escaliers qui montent depuis les extrémités d'une balustrade en bois sculpté, d'où le rabbin s'adresse aux fidèles depuis une chaire placée au milieu de cette dernière. Les détails de flore utilisés pour la gloire se retrouvent également à d'autres endroits de la synagogue, comme le reste du mobilier dont la chaire en bois et l'orgue, mais aussi aux coupoles et aux garde-fous des tribunes. À la droite de l'arche est disposé le chandelier à neuf branches pour la célébration de Hanoucca, la Hanoukkia.
L'édifice comporte cinq plaques commémoratives : deux pour les déportés disparus sous le joug nazi, une pour les membres morts durant la Première Guerre mondiale, une pour les bienfaiteurs du consistoire (voir cette section), ainsi qu'une dernière pour Henri Weil où il est écrit : Henri Weil — 1926-2001 — Les vivants ferment les yeux des morts, les morts ouvrent les yeux des vivants. Deux gravures sont affichées des deux côtés de l'Arche : une à gauche où est écrit « tu aimeras ton prochain comme toi-même » et, l'autre à droite, « écoute Israël, l'Éternel notre Dieu, l'Éternel est Un. » Enfin l'édifice comporte un mémorial électronique ainsi qu'une télévision, preuve que la communauté a su passer à la « modernité ».
À l'autre extrémité du hall, en face de l'Echal, est situé l'orgue dans le même style que l'édifice : il se compose de deux faces plates centrales et de deux tourelles, et bien qu'il ait besoin de réparations on y voit clairement une allégorie de la synagogue. Le hall principal en lui-même est occupé par des bancs en bois numérotés tournés en direction de l'Echal, où s'installent les fidèles. Ils sont disposés en quatre rangées, réparties en deux rangées centrales comptant chacune 12 fois 5 places ainsi que deux rangées latérales ayant une capacité de 12 fois 4 places, portant la capacité d'accueil de l'édifice à 216 personnes. Il existe également deux places d’honneur qui encadrent l’arche : le siège à gauche de l’arche réservé au Rabbin, et celui à droite au président de la Communauté, ainsi que deux autres box entourant la Téva pour les membres du Comité de la synagogue. La synagogue possède perpétuellement en plus des écrits classiques, des châles de prières et livres de liturgie juive (en hébreu et français) à disposition des fidèles, leur permettant notamment de les consulter lors du Shabbat. Une horloge aux chiffres romains située au-dessus de l'orgue, où l'on peut lire « Horloge offerte par Léon Brunsvick en Mémoire de son père », complète le mobilier intérieur.

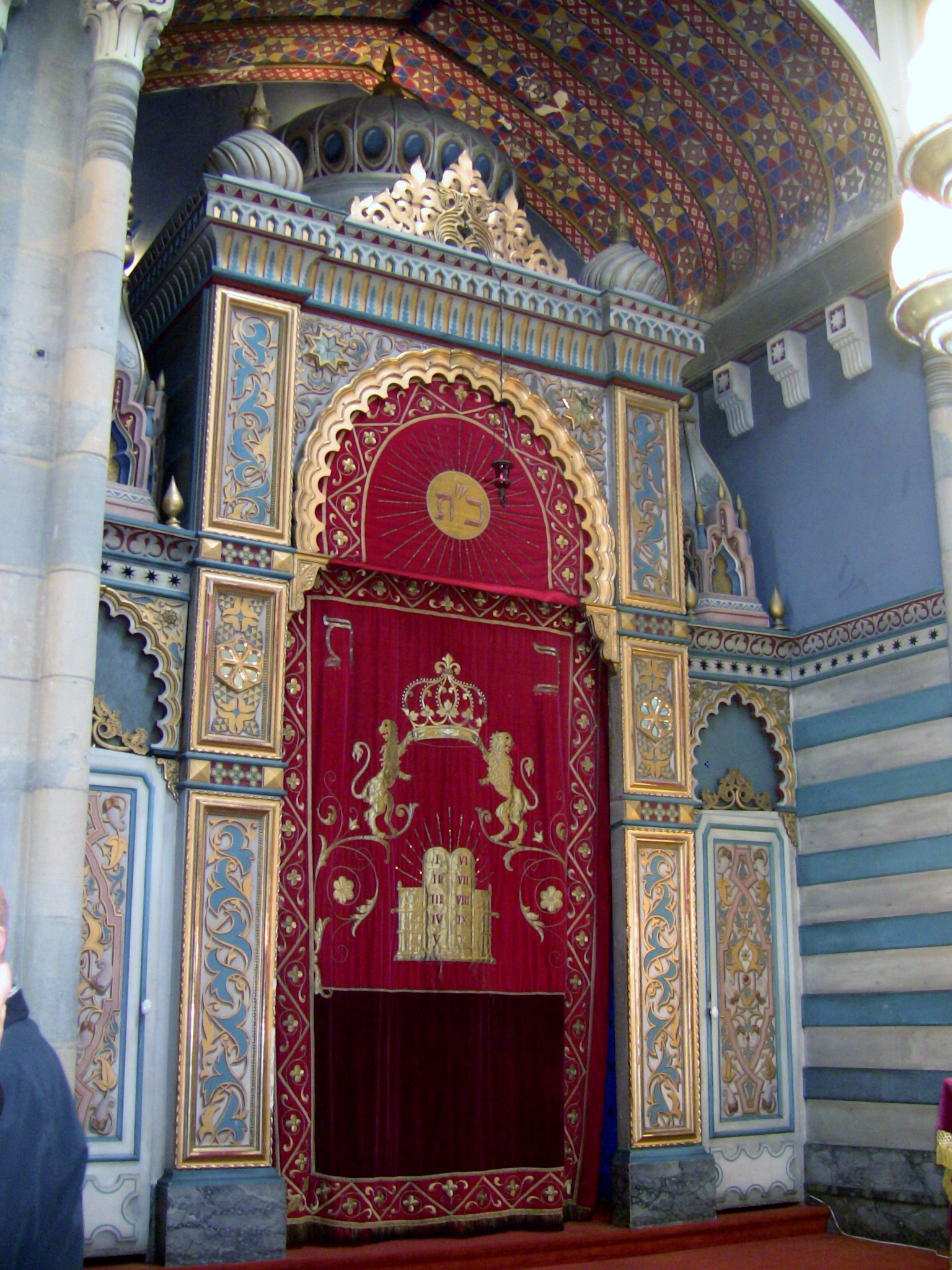
L'arche sainte, vue générale.
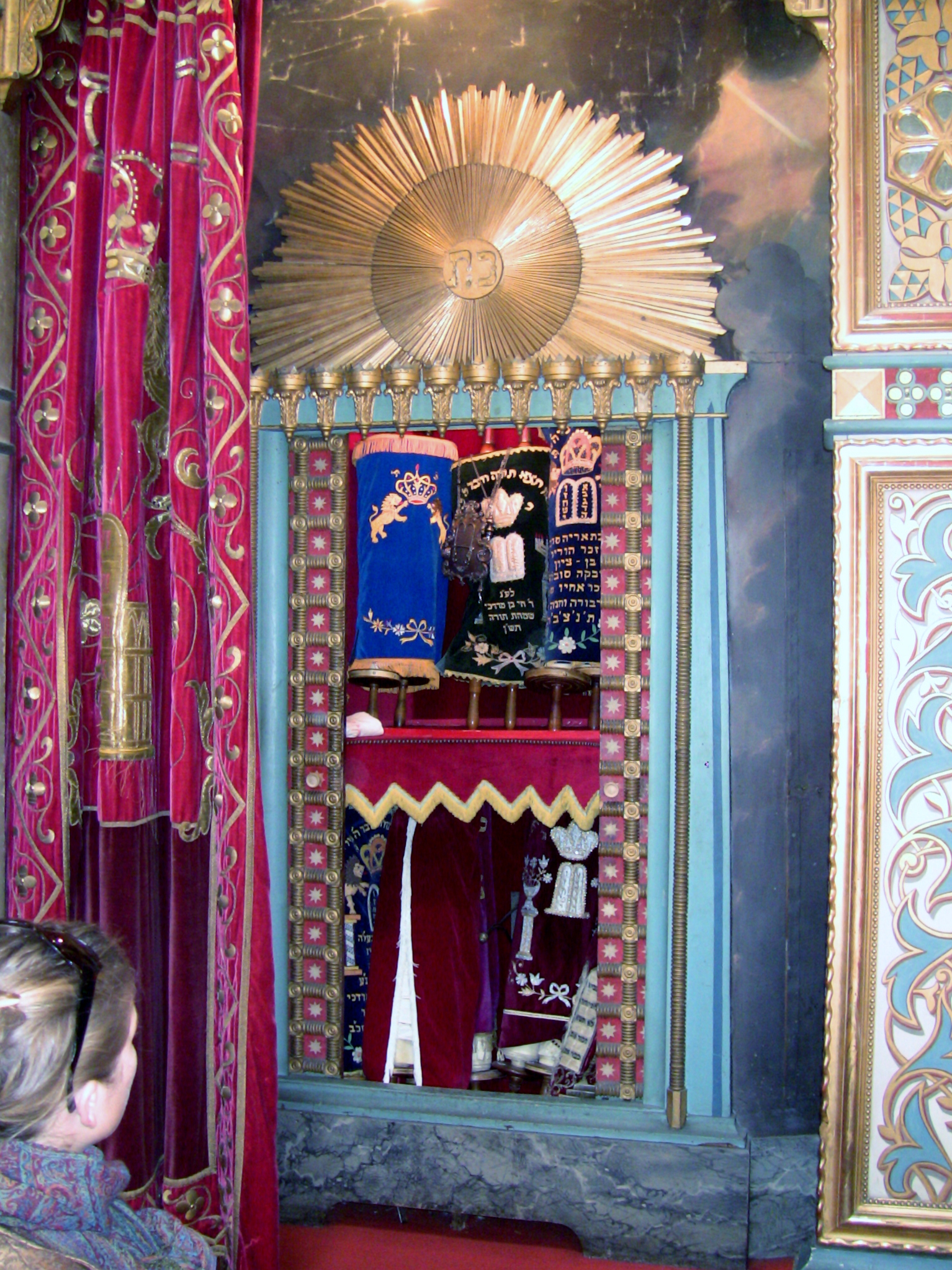
L'arche sainte, vue interne.
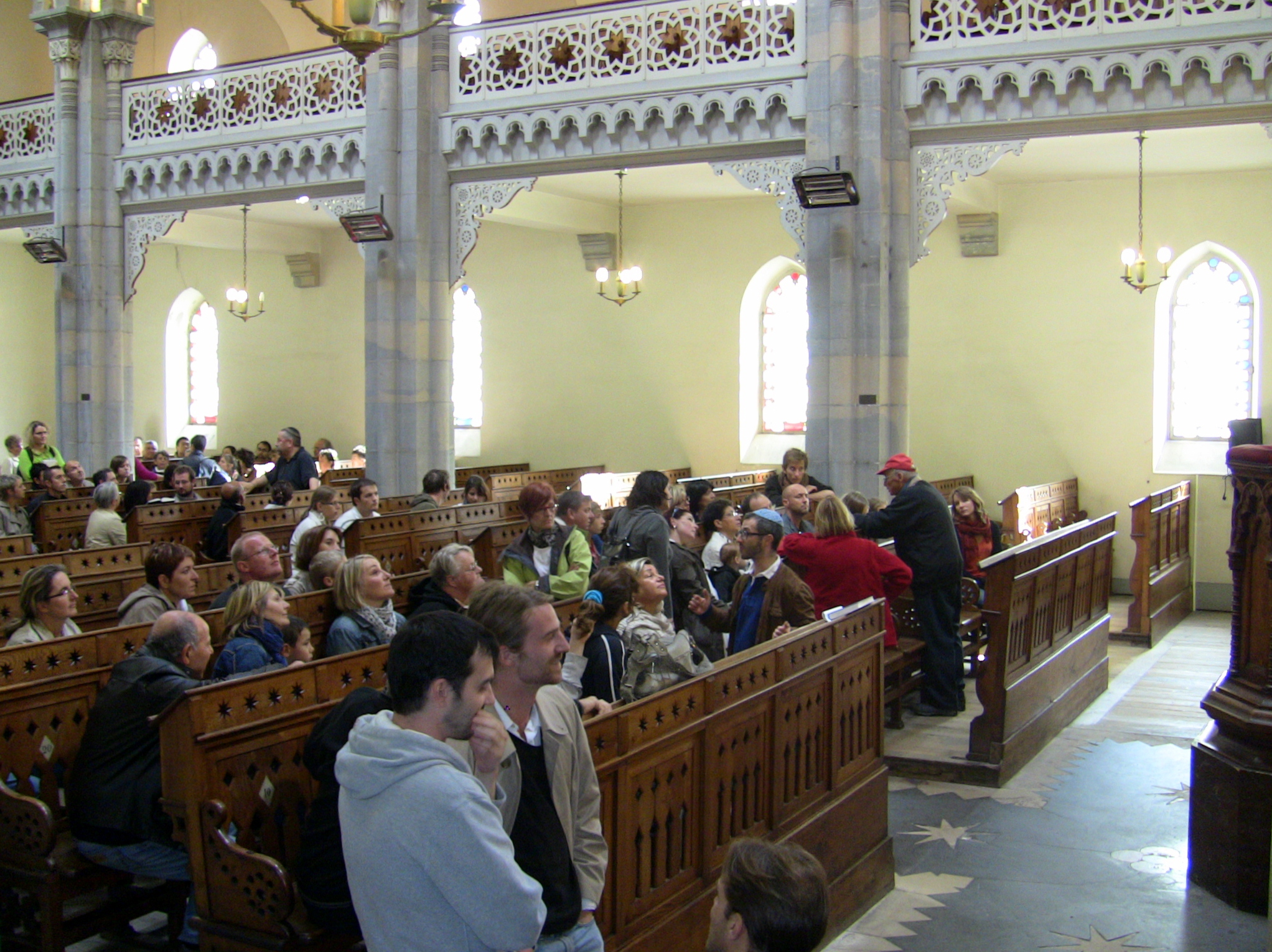
Rangée de devant.
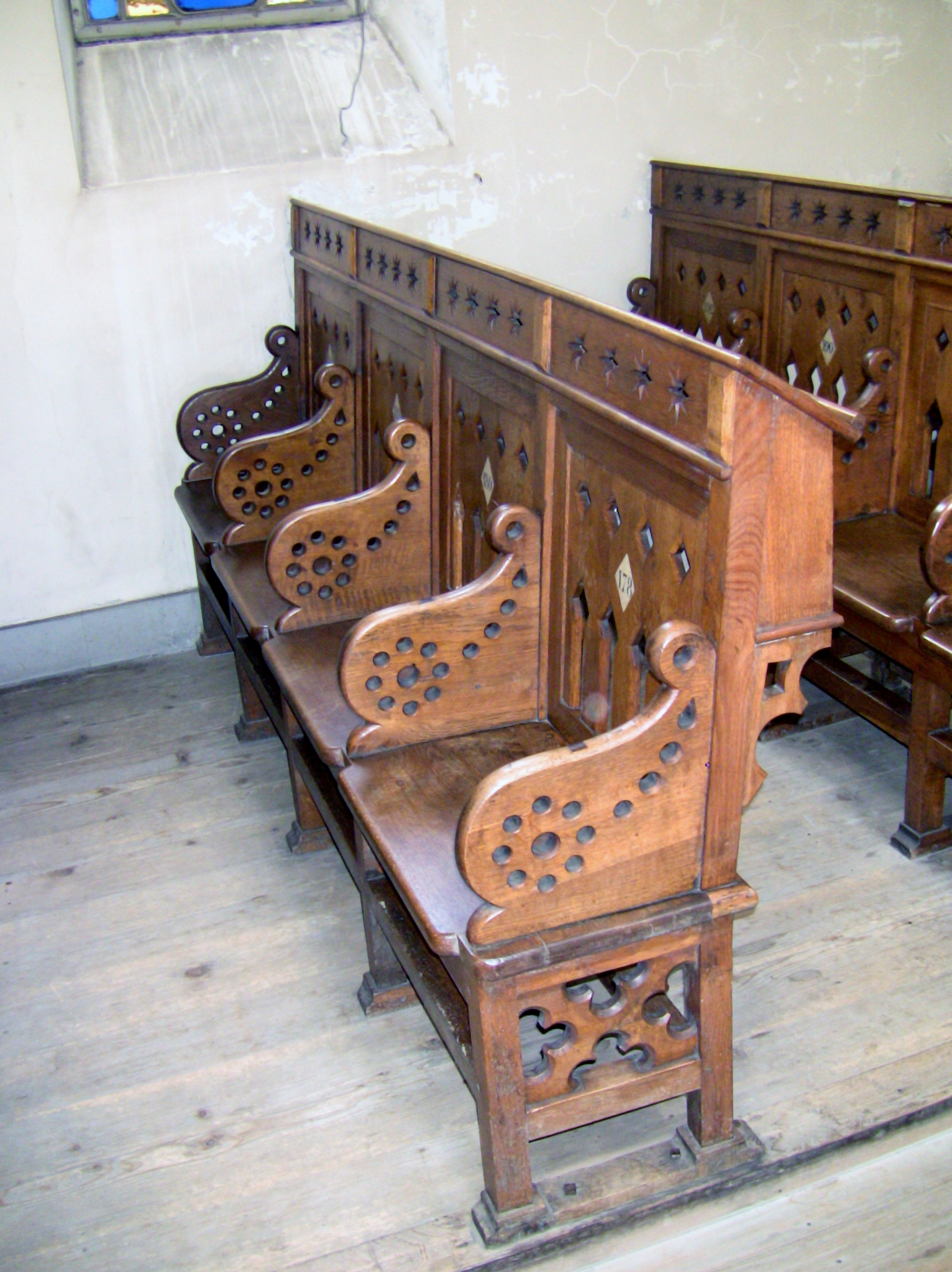
Détail d'un siège.
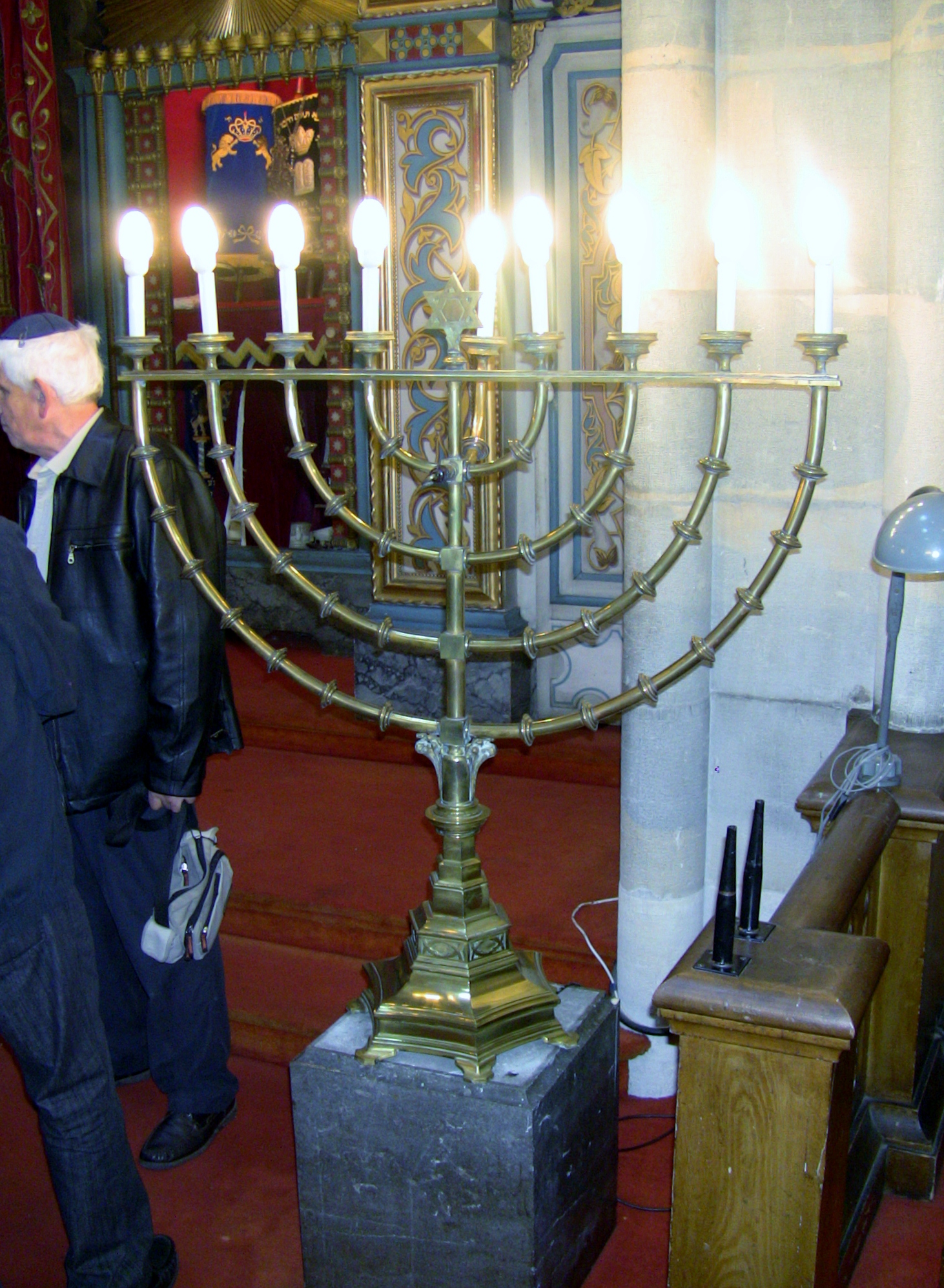
La Hanoukkia.
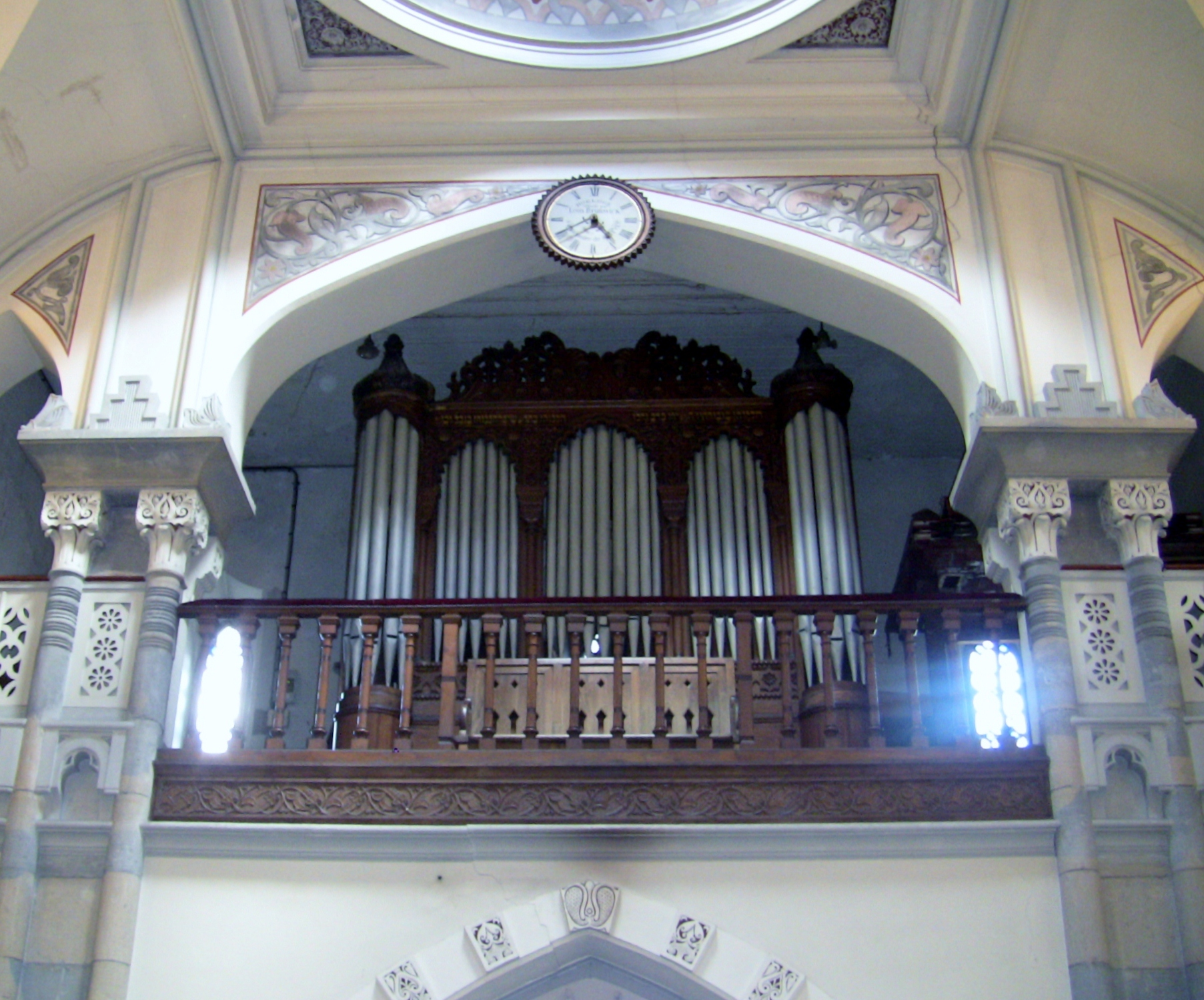
Orgue et horloge intérieure.
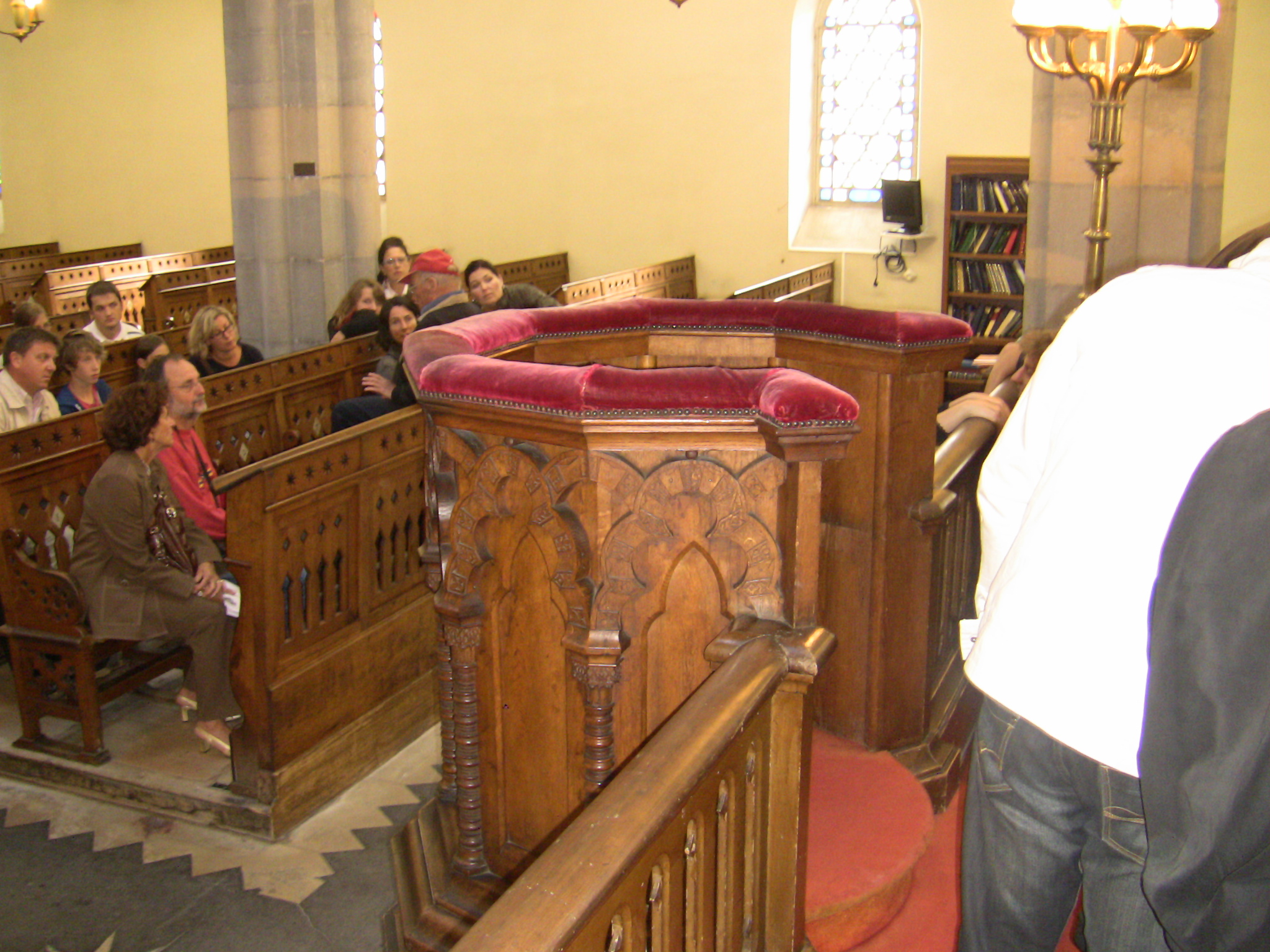
La chaire.

### Éclairage

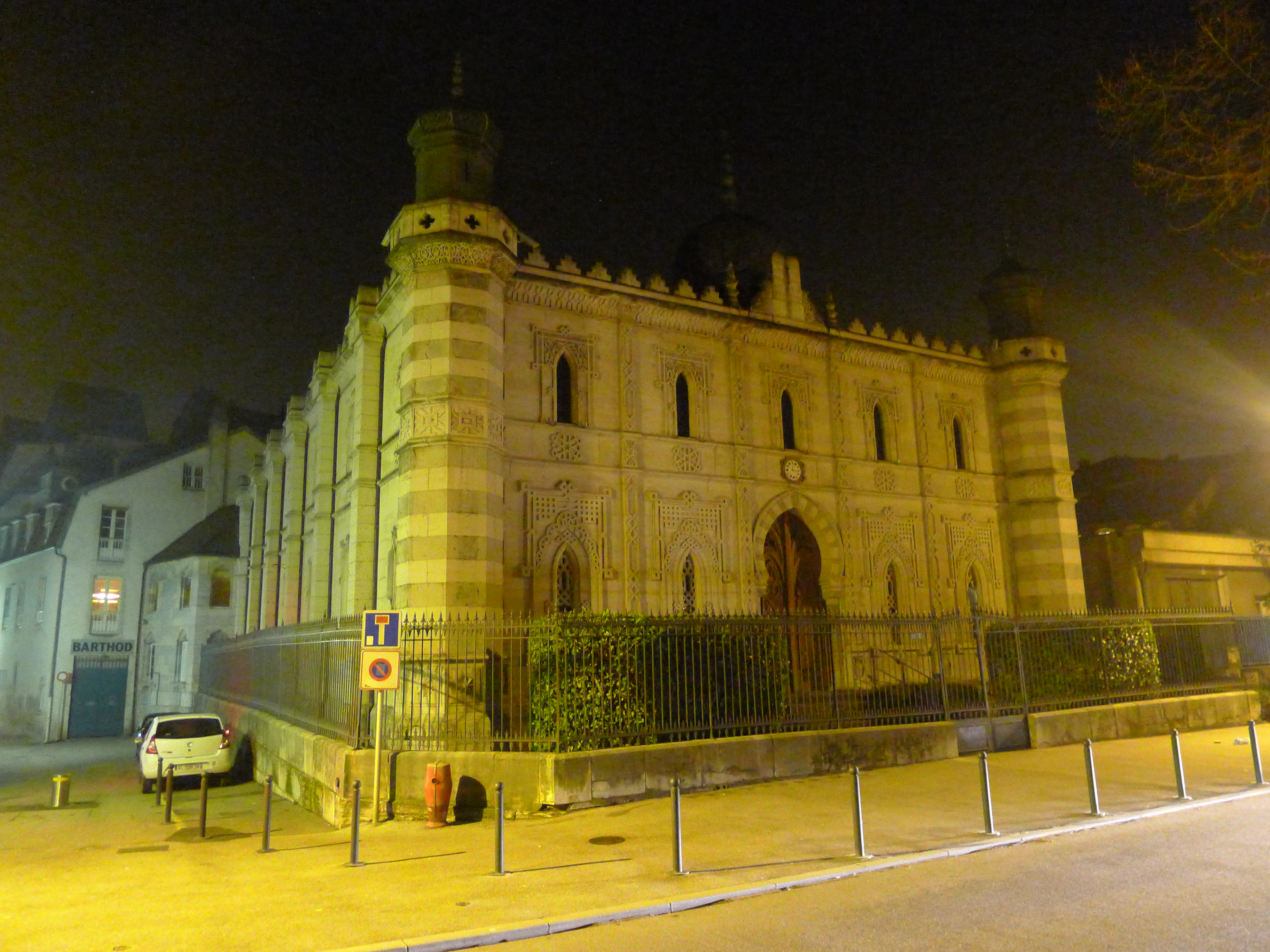
Le bâtiment de nuit.

La synagogue de Besançon est mise en valeur depuis le « plan Lumière » mis en place par la ville en 2004, qui a pour but d'éclairer les quais de La Boucle ainsi que les bâtiments qui présentent un intérêt architectural et touristique. Une présentation officielle eut lieu le 5 juillet 2004, exclusivement pour la synagogue puisqu'elle fut le premier édifice de la ville à en bénéficier, réunissant une petite foule de curieux et de politiciens locaux, dont le maire Jean-Louis Fousseret et le président de l’association cultuelle israélite Sidney Chocron. Cette conception de projecteurs organisés par Thierry Dardelin, comprenant des halogènes au sol, des iodes métalliques, des cathodes froides et des fibres optiques, fut unanimement appréciée. Jean-Louis Fousseret en a d'ailleurs conclu : « C’est quelque chose de magique quand on voit la beauté de cette réalisation » précisant qu'il s'agit « du plus beau témoignage de l’inspiration orientaliste de la deuxième moitié du XIXe siècle qui a produit une œuvre d’une grande originalité » et saluant la vitalité de la communauté israélite de la cité. Sidney Chocron se félicita également que « la municipalité ait le souci de la valorisation de tout le patrimoine de notre ville et qu’elle ait inclus la synagogue, vieille de plus de 130 ans et miraculeusement préservée. » Puis le maire termine : « Nous avons le souci de la maîtrise énergétique. À la synagogue, qui n’est pas éclairée de face pour ne pas écraser le bâtiment et mettre en valeur tous ses reliefs, l’éclairage a une puissance de plus de 5 000 watts, soit l’équivalent de douze halogènes qu’on trouve dans vos salons. On compare avec le matériel existant il y a dix ans, on aurait consommé trois fois plus ».

## Personnalités liées au bâtiment
Les rabbins, chefs spirituels de la communauté, se sont succédé en ce siège du consistoire bisontin ; parmi eux :
- Isaac Léon Trenel[52] (années 1840/1850)
- Salomon Wertheimer[53] (1857-1865)
- Jacques Auscher[54] (1865-1907)
- Paul Haguenauer[55] (1907-1919)
- Josué Pruner[56] (années 1920-1937)
- Monsieur Avram[57] (années 1950)
- Jérôme Cahen[5],[57] (années 1960-1975)
- René Gutman[58] (1980-1985)
- Shlomo Perez (?-1992)
- Moshe Lewin (1991-1997)
- Mikaël Journo[59] (1998-2002)
- Raphaël Serruya[60] (?-aujourd'hui)

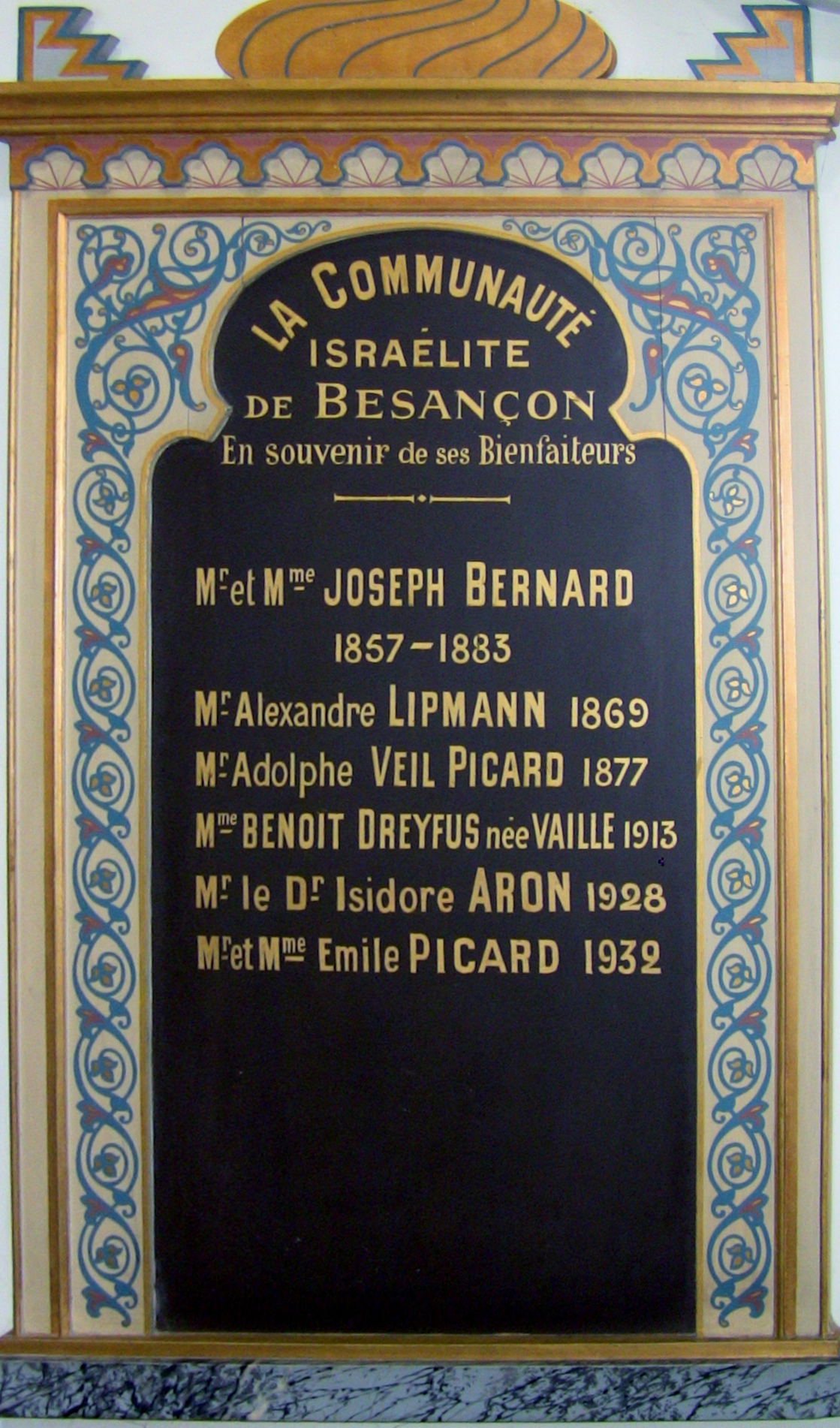
Plaque aux bienfaiteurs de la communauté.

On compte également nombre de bienfaiteurs, qui ont aidé la communauté par leurs contributions financières. Une plaque commémorative est située dans l'édifice pour rendre hommage aux bienfaiteurs de la communauté : Monsieur et Madame Joseph Bernard (1857-1883), Monsieur Alexandre Lipmann (1869), Monsieur Adolphe Veil-Picard (1877), Madame Benoît Dreyfus née Vaille (1913), Monsieur le Docteur Isidore Aron (1928) ainsi que Monsieur et Madame Émile Picard (1932).
La famille Veil-Picard est une famille de financiers et de bienfaiteurs de la ville dont le principal membre est Adolphe Veil-Picard (17 mai 1824-1er novembre 1877). La philanthropie dont il a fait preuve fait de lui l'une des grandes personnalités de Besançon. Il n'a pas oublié la communauté juive : il participe en effet au remboursement de l'emprunt contracté par le consistoire pour la synagogue à hauteur de 20 000 francs en plus d'avoir offert les grilles qui entourent l'édifice. Lors de son enterrement le 24 novembre 1877 au cimetière juif de la ville, un chroniqueur note la présence de trois généraux, du préfet de l'époque, des états-majors, de cinq colonels, de l'ensemble du conseil municipal ainsi que de 60 associations formant avec les proches et anonymes une foule d'environ 10 000 personnes.

## Sécurité
La guerre de Gaza de 2008-2009 et plus généralement le conflit israélo-arabe a entraîné une recrudescence des actes antisémites en France dont quelques-uns contre les synagogues,. Depuis pour se protéger, les communautés juives ont dû recourir aux méthodes de protection et de discrétion qui marquent les synagogues de nombreuses époques. En Europe, rares sont les synagogues qui affichent leurs heures de services religieux et aucune probablement n'est ouverte au public comme peuvent l'être les églises. Les barrières de sécurité ou les bornes de béton et les caméras de surveillance sont habituelles, tout comme la présence de forces de police lors des services rassemblant de nombreux fidèles.
La synagogue de Besançon possède en permanence son propre réseau de vidéosurveillance, ainsi qu'une protection policière. Les forces de l'ordre surveillent le bâtiment dès son ouverture pour les services religieux, et jusqu'à ce qu'un membre leur fasse signe que les fidèles sont dispersés et le site vide. Des consignes de sécurité imposent également aux fidèles une discrétion accrue, ainsi que d'éviter des regroupements trop massifs aux abords de l'édifice. Enfin, seuls les fidèles peuvent accéder à l'intérieur du bâtiment.